# 2014
2014 (MMXIV) var ett normalår som började en onsdag i den gregorianska kalendern.

## Händelser
- Mer än 7 000 människor avlider under året i Ebola[1]
- Enligt svenska migrationsverket kom över 80 000 asylsökande till Sverige, vilket var en ökning med 50 procent sedan året före.[2][3]
- Riga och Umeå är Europas kulturhuvudstäder.

### Januari
- 1 januari

Lettland bytte valuta till euro och anslöt sig till euroområdet.

  - Lettland byter valuta till euro och blir därmed en del av euroområdet.
  - Folkhälsomyndigheten bildas genom en sammanslagning av de tidigare statliga myndigheterna Smittskyddsinstitutet och Statens folkhälsoinstitut.
  - E-hälsomyndigheten bildas genom ombildning av statliga Apotekens Service Aktiebolag.[4]
- 5 januari – I Israel protesterar 30 000 egyptiska asylsökande bland annat mot att den israeliska staten håller asylsökande i fängsligt förvar under långa perioder.
- 7 januari
  - En asylsökande man tänder eld på sig själv i en av svenska migrationsverkets lokaler i Karlstad.
  - Iskyla lamslår USA där det uppmäts -50°C. I huvudstaden Washington, D.C. är kylan den värsta på 140 år.
- 9 januari – En 14-årig svensk pojke skjuts till döds i Kosovos huvudstad Pristina.
- 17 januari – Hery Rajaonarimampianina vinner presidentvalet i Madagaskar.
- 18 januari – 16 människor dödas i ett självmordsattentat i Afghanistans huvudstad Kabul. Talibanerna tar på sig skulden.[5]
- 19 januari – Den norska byn Lærdal ödeläggs i en brand.
- 20 januari – Rymdsonden Rosetta väcks till liv efter att skjutits upp 2004 med uppdraget att ta reda på hur vårt solsystem skapades.[6][7]
- 22 januari – Norrlands universitetssjukhus toppar listan då Dagens Medicin rankar Sveriges bästa universitetssjukhus. Karolinska universitetssjukhuset hamnar på sjunde och sista plats.[8][9]
- 23 januari – Påven Franciskus hyllar internet och säger att det är Guds gåva, och något alla katoliker borde ta del av.[10]
- 24 januari
  - Ukrainas President Viktor Janukovytj går ut med löfte om att ombilda regeringen.[11][12]
  - Enligt en undersökning gjord av Kantar Sifo vill ungefär hälften av alla svenskar återinföra värnplikt.[13]
- 25 januari – Kinas månrobot jadekaninen får tekniska problem på månen.[14]
- 26 januari
  - En handgranat kastades in i en lägenhet i Malmö.[15]
  - Oppositionsledaren Suthin Taratin skjuts till döds i Bangkok.[16][17]
  - Självmordsdåd mot en buss I Kabul.[18][19]

### Februari
- 1 februari

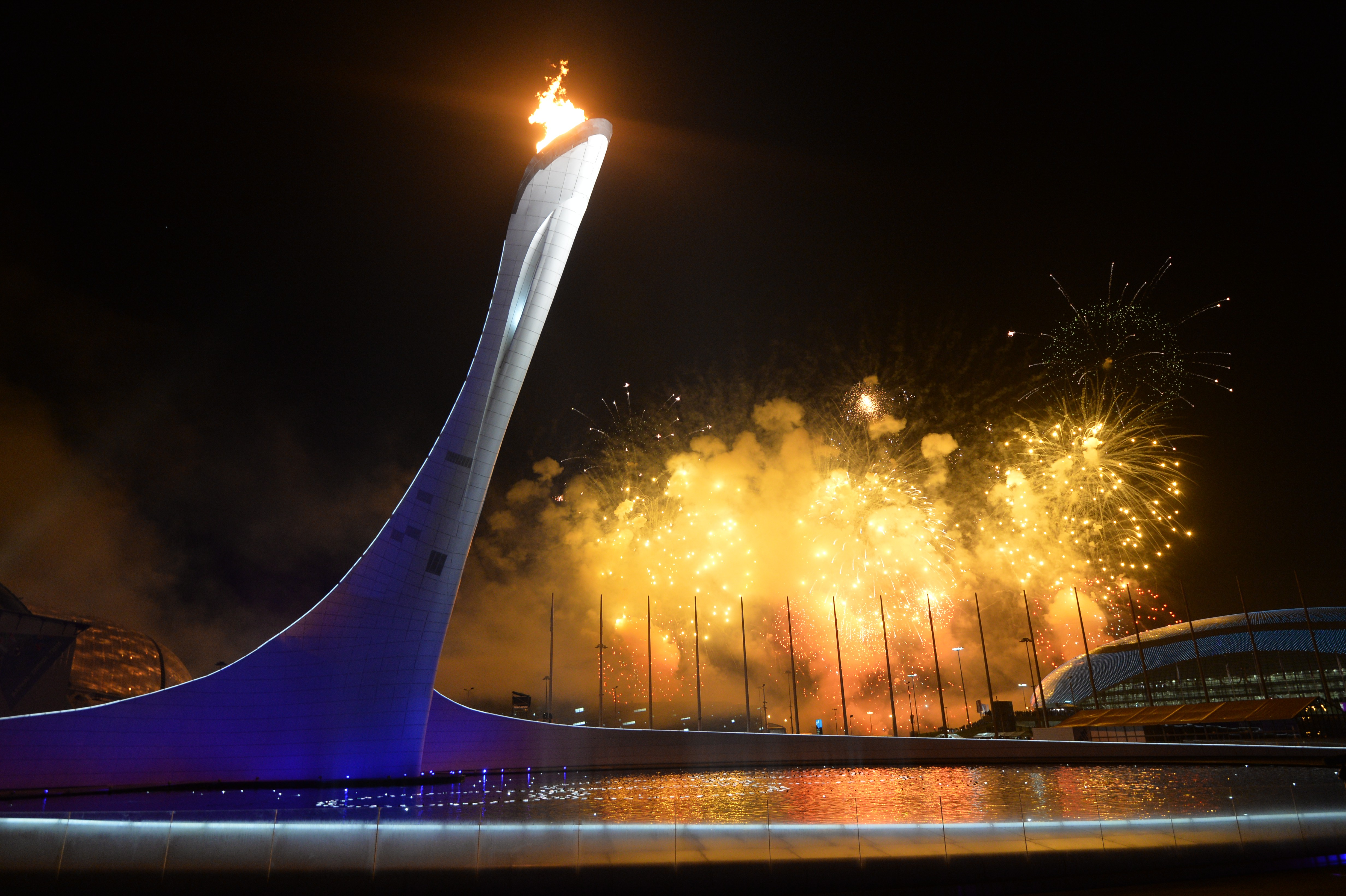
Vinter-OS hålls i Sotji i Ryssland.

  - Ett vulkanutbrott på Sumatra i Indonesien dödar minst 14 människor och många tvingas fly från sina hem.[20]
  - En storm drar in över Norra Serbien, Österrike, Ungern och Slovenien. Stormen orsakar stora materiella skador. I staden Novi Sad blåser det upp till 150 m/s.
- 2 februari – Syriska regimstyrkor bombar bostadskvarter i staden Aleppo, genom att släppa ner tunnor med sprängämnen. 85 människor dödas.[21][22][23][24]
- 3 februari – Carl Bildt åker till Iran. Besöket är ett resultat av en inbjudan.[25]
- 4 februari
  - Västkusträkan rödlistas av Världsnaturfonden.[26]
  - Handelsministern Ewa Björling delar ut årets musikexportpris till DJ:n Avicii.[27]
- 5 februari – En person omkommer när en lastbil börjar brinna på E6 utanför Halmstad.[28]
- 7–23 februari – Olympiska vinterspelen äger rum i Sotji i Ryssland.
- 7 februari – I flera städer i Bosnien och Hercegovina går arbetslösa ut och protesterar mot den höga arbetslösheten.[29]
- 8 februari – Parlamentshuset i Sarajevo attackeras av aktivister som därefter tänder eld på byggnaden.[30]
- 16 februari – 13 sydkoreanska turister dödas i ett bombattentat mot en buss i centrala Kairo.
- 20 februari – I den dittills värsta dagen i upploppen i Ukraina tillfångatas 67 poliser medan 50 personer skadas och 100 dödas när demonstranterna attackerar poliserna. Samma dag beslutar regeringen i Ukraina om en vapenvila.
- 24 februari – Den smarta mobiltelefonen Samsung Galaxy S5 avslöjades för första gången på Mobile World Congress i Barcelona.
- 22 februari
  - Ukrainas president Viktor Janukovytj avsätts.
  - Island drar tillbaka sin ansökan om EU-medlemskap.
- 25 februari – 43 skolbarn dödas i en massaker på en internatskola i norra Nigeria.

### Mars

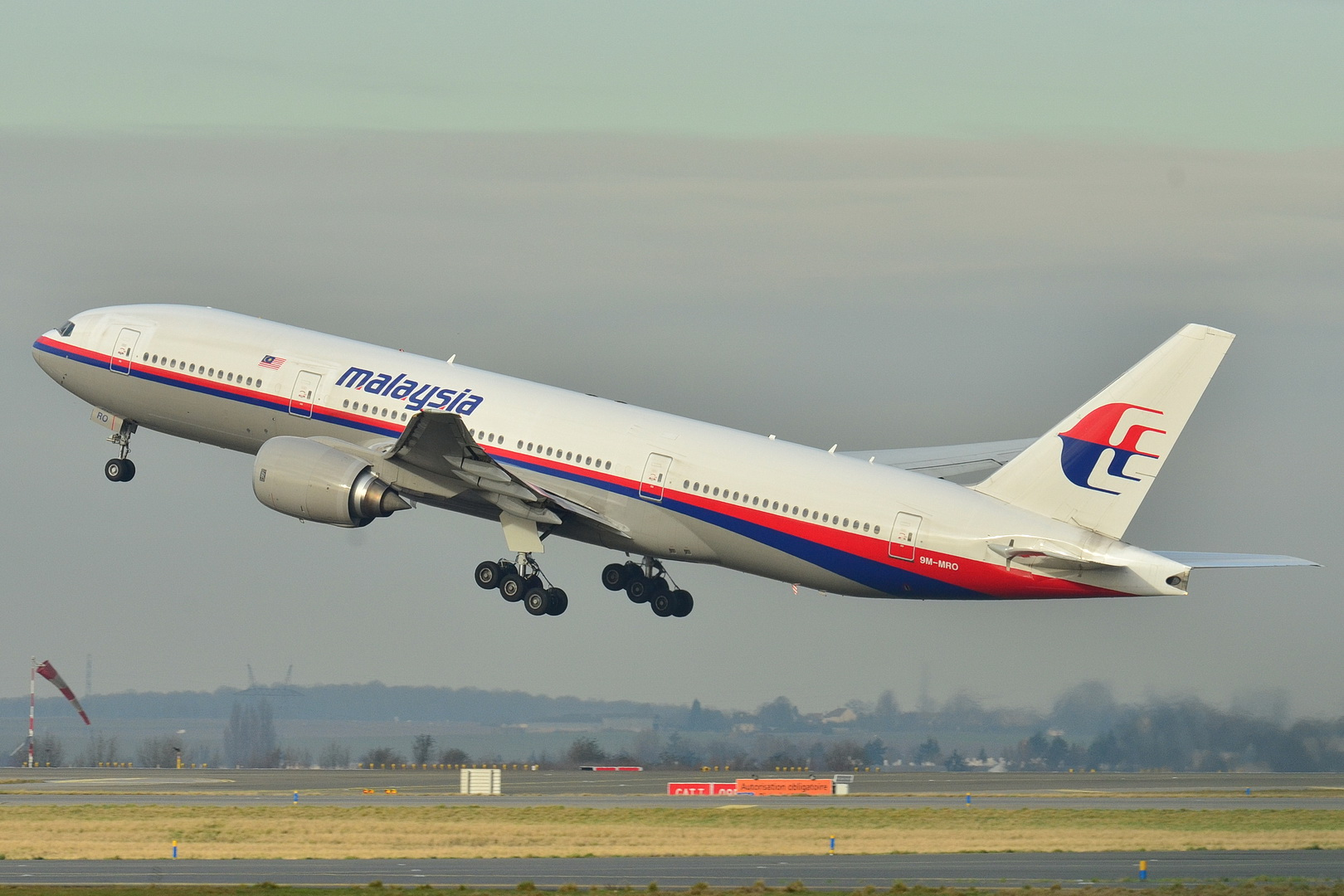
Malaysia Airlines Flight 370 försvinner natten mellan 7 och 8 mars. Planet bekräftas den 24 mars ha störtat i havet.

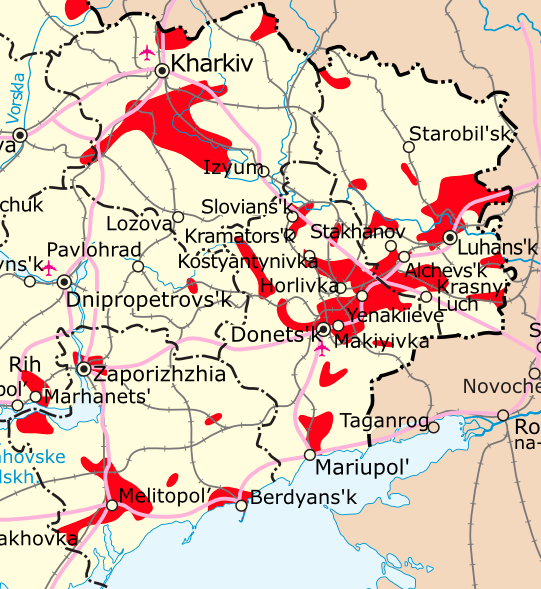
Kriget i Donbass mellan Ukraina och Ryssland.

- 1 mars – Ukraina och Ryssland står på gränsen till krig, då den ryske presidenten Vladimir Putin har godkänt att ryska trupper går in i Ukraina. Detta berör Krimhalvön, som ockuperas av ryska trupper. Med anledning av detta håller FN:s säkerhetsråd ett krismöte angående händelseutvecklingen. (se Krimkrisen)
- 7–16 mars – Paralympiska vinterspelen äger rum i Sotji i Ryssland.
- 7 mars – 12 personer förs till sjukhus efter att en källare i ett flerfamiljshus i Landskrona börjat brinna, troligen på grund av mordbrand.
- 8 mars – Flygplanet Malaysia Airlines Flight 370 som var på väg från Kuala Lumpur till Peking försvinner.
- 11 mars – Den svenske journalisten Nils Horner blir skjuten i bakhuvudet på en gata i Afghanistans huvudstad Kabul och avlider.
- 16 mars – På den ukrainska halvön Krim hålls folkomröstning om området ska fortsätta tillhöra Ukraina eller istället anslutas till Ryssland.
- 19 mars – Sture Bergwall (mer känd som Thomas Quick) släpps fri från Rättspsykiatriska kliniken i Säter efter att ha suttit inspärrad där i 23 år, sedan han har visat sig vara oskyldig till de brott han har varit anklagad och dömd för.
- 22 mars – En polis skjuter en man till döds i Partille efter att mannen har hotat poliserna med kniv och spjut.
- 24 mars – Flygplanet Malaysia Airlines Flight 370 bekräftas att ha störtat i havet och alla 227 passagerare och besättning har omkommit.
- 28 mars – Den förre norske statsministern Jens Stoltenberg utses till ny ordförande för militäralliansen Nato, då den nuvarande ledaren, danske Anders Fogh Rasmussen, förväntas avgå efter ett NATO-toppmöte i Wales i september.
- 30 mars
  - En 43-årig supporter från Djurgårdens IF blir misshandlad på terrasstrapporna vid tornet Kärnan i Helsingborg, strax före en allsvensk fotbollsmatch mot Helsingborgs IF. Djurgårdsanhängaren skadas allvarligt och förs med skallskador till sjukhus, där han avlider mitt under pågående match, vilket leder till att man avbryter matchen.
  - Recep Tayyip Erdoğan segrar i valet i Turkiet.

### April
- 4 april

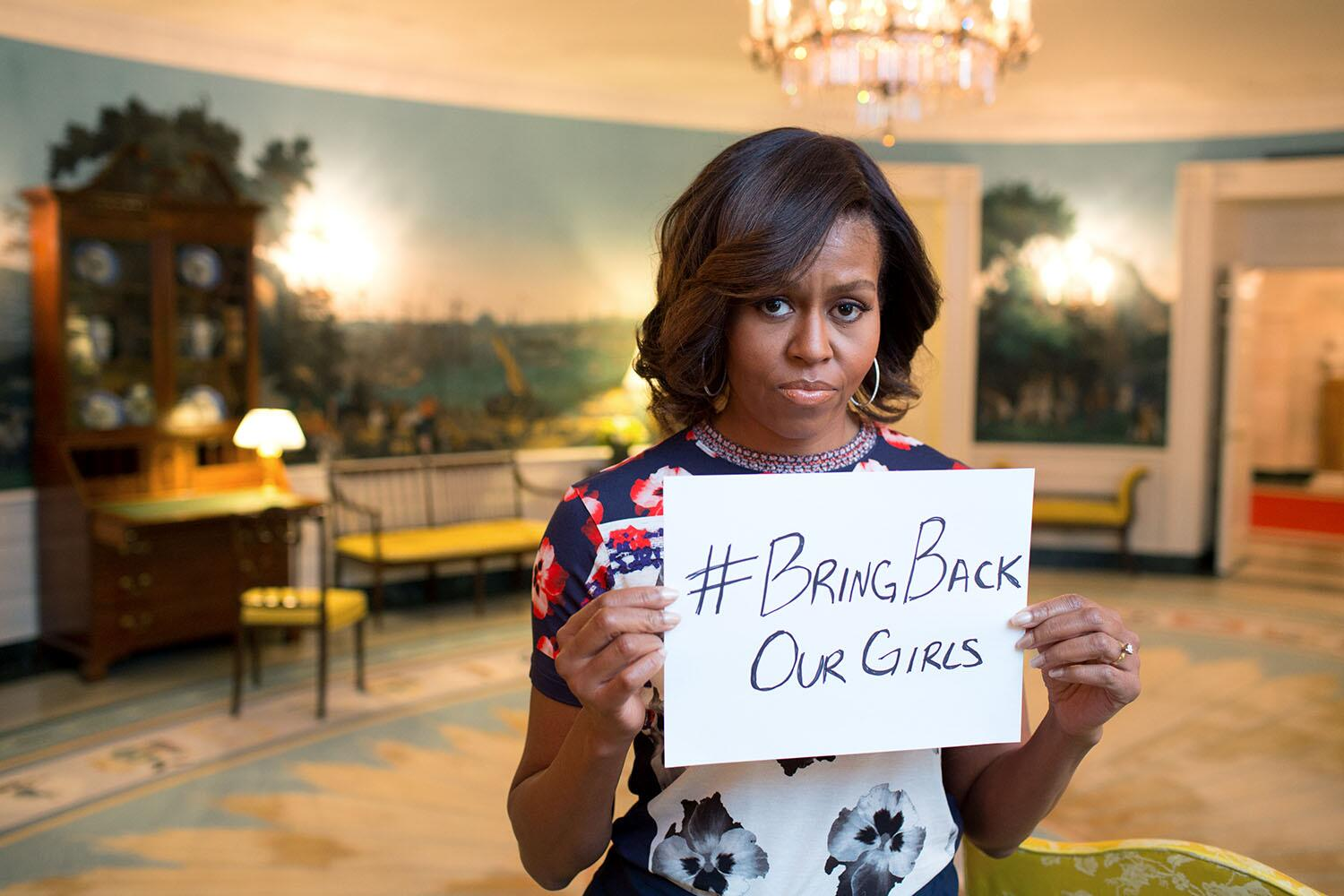
Kidnappningen av skolflickor i Nigeria 2014

  - Stora skogsbränder härjar i områden runt Mullsjö, Bankeryd och Sandhem i Västergötland. Branden har orsakats av gnistor från tåg och stora delar av tågtrafiken stoppas därför.[31]
  - Tiotusentals människor protesterar i Bahrain, då de kräver reformer och frigivningen av fångar.
- 5 april – Presidentval hålls i Afghanistan, vilket blir första gången i landets historia som makten avgörs på demokratisk väg.
- 6 april – Proryska demonstranter stormar byggnader i flera städer i östra Ukraina, bland annat Donetsk och Charkiv, och hissar den ryska flaggan.
- 7 april
  - Datorbuggen Heartbleed – som drabbade det öppna källkodskrypteringsbiblioteket OpenSSL, använt av cirka en halv miljon webbservrar[32] – offentliggörs[33][34]
  - Tre poliser från Uppsalapolisen skjuter med flera skott den 34-årige Mesut Sahindal till döds i Uppsala efter att mannen har hotat poliserna med två knivar. De tre poliser är föremål för en förundersökning om vållande till annans död.[35]
- 8 april – Lettland och Litauen stänger ner alla ryska TV-sändningar.
- 9 april – När Jimmie Åkesson kommer till Malmö protesterar brandmän och sjuksköterskor mot att han besöker platserna.
- 11 april – 20 musikelever från Jönköping skadas när deras buss välter vid den polska staden Wrocław. En amerikansk medpassagerare skadas svårt.
- 12 april – En 2000 år gammal grav hittas vid en arkeologisk undersökning under en planerad gång- och cykelväg i sörmländska Nykvarn.
- 14 april
  - Nära 200 människor dödas då flera fullsatta bussar exploderar i Nigerias huvudstad Abuja.[36]
  - Kidnappningen av skolflickor i Nigeria 2014
- 16 april – Ett flygfält i Kramatorsk som tidigare hållits av proryska grupper återtas av ukrainsk militär. Samma dag inträffar strider mellan ukrainska soldater och ryska soldater. Den ryske presidenten Vladimir Putin håller då ett tal då han säger att Ukraina står på gränsen till inbördeskrig.[37]
  - Två personer omkommer medan 180 räddas då en färja förliser söder om Sydkoreas sydkust.[38]
- 19 april – Tre personer skadas när en Finlandsfärja kolliderar med en mindre taxibåt utanför Kapellskär.[39]
- 20 april – Fem personer skjuts ihjäl vid en vägspärr i Slovjansk.
- 22 april – Två personer skjuts ihjäl och flera skadas då en gängträff spårar ur i Norrköping.[40]
- 25 april –  En grupp med militära observatörer, varav en svensk, förs bort av proryska trupper i Slovjansk i östra Ukraina. Gruppen bjöds in av Ukraina, leddes av Tyskland, och arbetade med stöd från organisationen OSSE. Den svenske OSSE-observatören Thomas Johansson  släpps av medicinska skäl två dagar senare.
- 27 april – Sydkoreas premiärminister Jung Hong-won avgår.
- 29 april
  - En ringformig solförmörkelse inträffar.
  - Belgiens kung Philippe med hustru besöker Sverige.
  - 50 mumier hittas i en arkeologisk utgrävning i Egypten, bland dem flera barn. Mumierna tros ha kunglig börd och kan vara söner till Thutmosis III. Fyndet gjordes i Konungarnas dal i staden Luxor.[41].
  - Biokraftvärmeverket i Örtofta invigs[42].
- 30 april – Presidentval hålls i Irak där stora oroligheter inträffar. Runt 60 människor dödas vid flera terroristattacker på vallokaler runt om i landet[43].

### Maj
- 1 maj

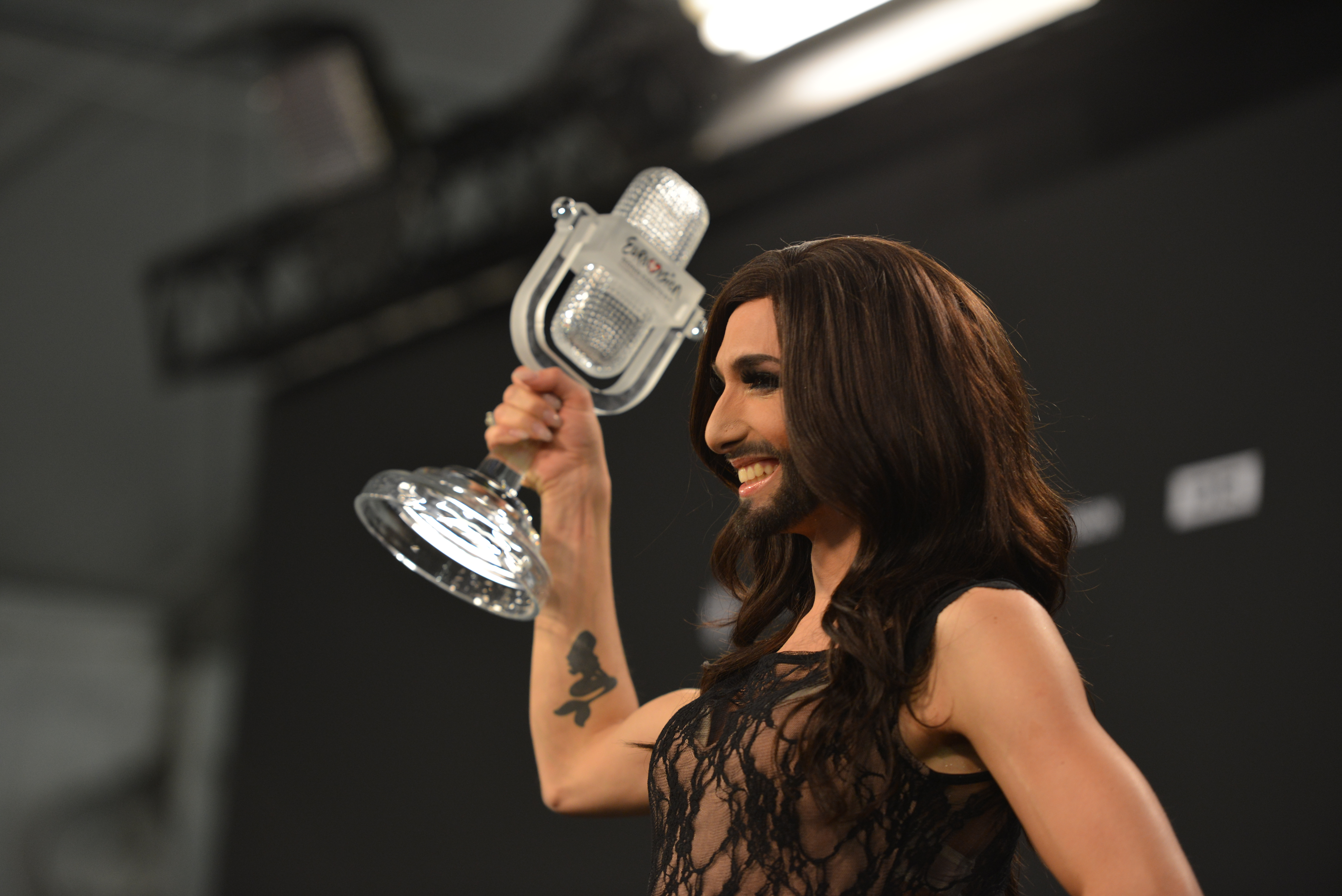
Conchita Wurst med trofén från Eurovision Song Contest 2014.

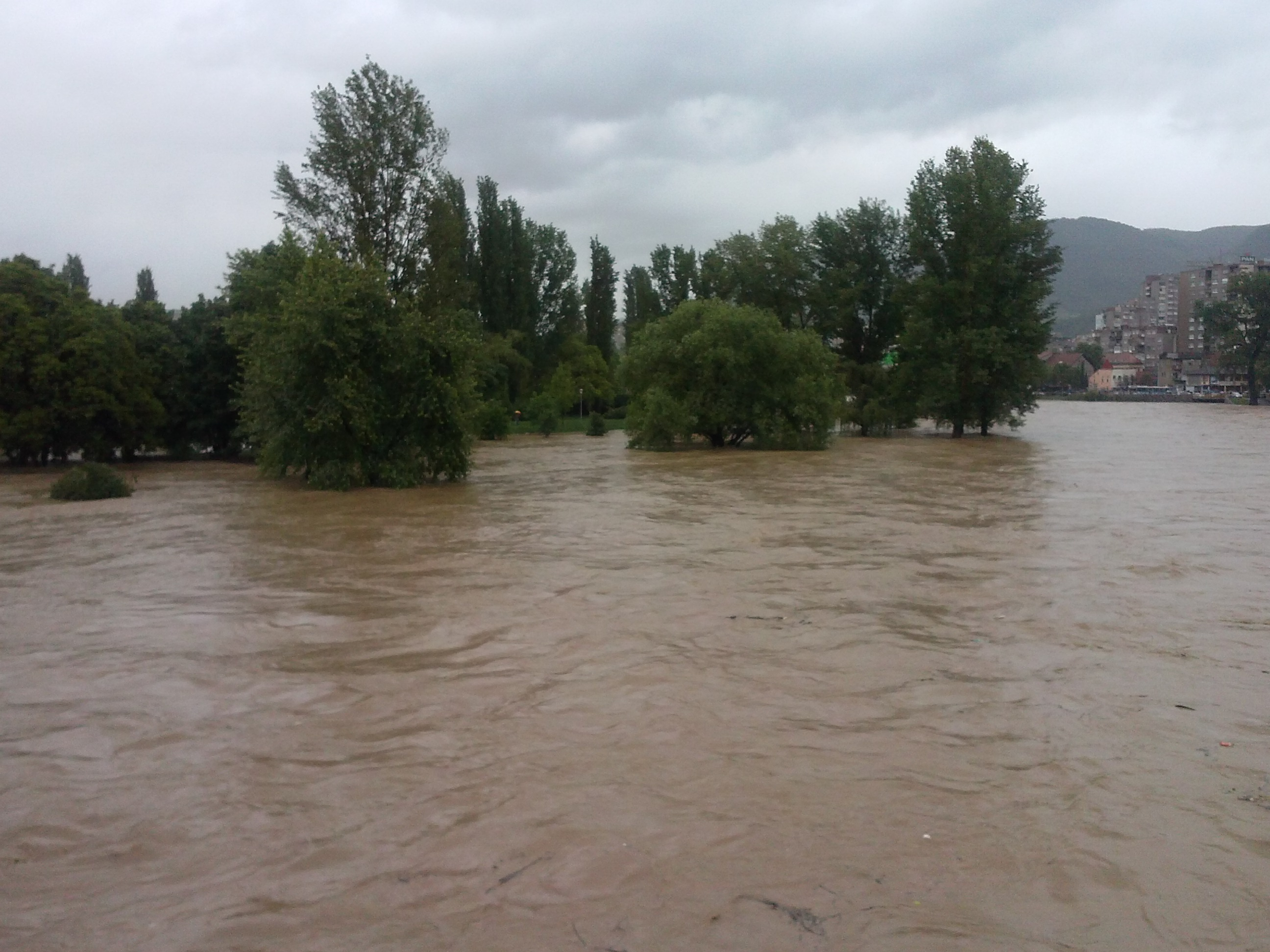
Översvämningarna i sydöstra Europa 2014.

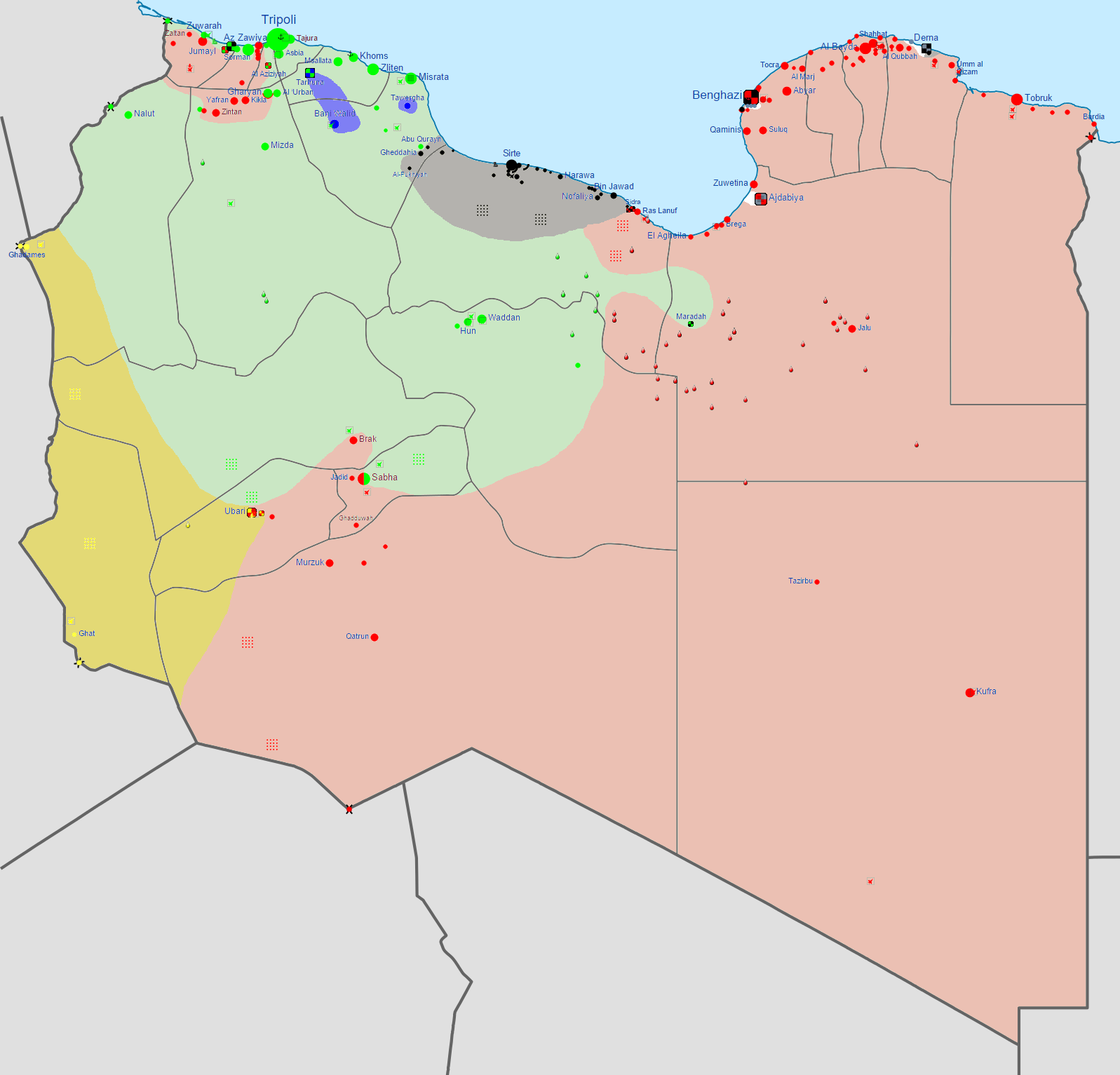
Andra libyska inbördeskriget påbörjades i maj.

  - Våldsamma upplopp inträffar i Jönköping under första maj-demonstrationerna, där antirasistiska demonstranter sammandrabbar med Svenskarnas parti. 32 personer grips av polis.
  - En 19-åring hittas på torsdagsmorgonen huggen och skjuten till döds i en lägenhet i Biskopsgården.
- 2 maj – Runt 2100 människor dödas i ett jordskred i norra Afghanistan.[44]
  - 42 personer brändes till döds i fackföreningarnas hus i Odessa i södra Ukraina, efter att ha flytt från högerextrema.
- 6, 8 och 10 maj – Eurovision Song Contest 2014 äger rum i Köpenhamn, Danmark. 37 länder deltar. Österrike vinner för andra gången sedan 1966. Denna gång med Conchita Wurst med låten Rise Like a Phoenix[45].
- 7 maj – Den 31-årige mannen som mördade ett 61-årigt par i Nässjö i februari 2013, dömdes till livstids fängelse.
- 10 maj – En femårig flicka avled i en lägenhetsbrand i Malmö. Hon och hennes mor hittades av räddningstjänsten och fördes till sjukhus, men flickans liv stod inte att rädda.
- 11 maj – Folkomröstning i östra Ukraina om regionens framtida nationella status.
- 12 maj
  - Folkrepubliken Donetsk och Folkrepubliken Lugansk utropar sig självständigt.
  - 15 personer uppges ha mist livet när en båt fylld med migranter sjönk utanför den italienska ön Lampedusa. Enligt den italienska dagstidningen La Repubblica kapsejsade ett fartyg med omkring 400 passagerare cirka 100 nautiska mil utanför ön Lampedusa.
- 13 maj – En jordbävning med magnituden 6,8 inträffar 13 mil söder om Panamas kust.
- 14 maj – 230 dödas och över 100 stängs in vid en explosion i en kolgruva utanför staden Soma i västra Turkiet[46].
- 16 maj
  - Flera terroristattacker inträffar på olika turistmål runtom i Kenya[47].
  - Bosnien och Hercegovina, Kroatien och Serbien drabbas av enorma skyfall och översvämningar. Sammanlagt dödas 77 människor[48][49].
  - Andra libyska inbördeskriget påbörjas.
- 22–25 maj – Val till Europaparlamentet i Europeiska unionens medlemsstater.
- 24 maj
  - När ett kraftigt oväder med skyfall drar in över södra Sverige natten till lördag sätts ett nytt rekord, 150 blixtar på 10 minuter [50].
  - Federala staten Nya Ryssland bildas.
  - 4 personer dödas när en gärningsman öppnar eld på Judiska museet i Belgiens huvudstad Bryssel. Gärningsmannen, med kopplingar till Islamiska staten, arresteras senare i Marseille, Frankrike.
- 25 maj – Presidentval i Ukraina.
- 29 maj – Den tyska ubåten U 26 som varit försvunnen sedan Första världskriget hittas efter 99 år i Finska viken[51].

### Juni
- Ebolautbrottet i Västafrika 2014
- 2 juni

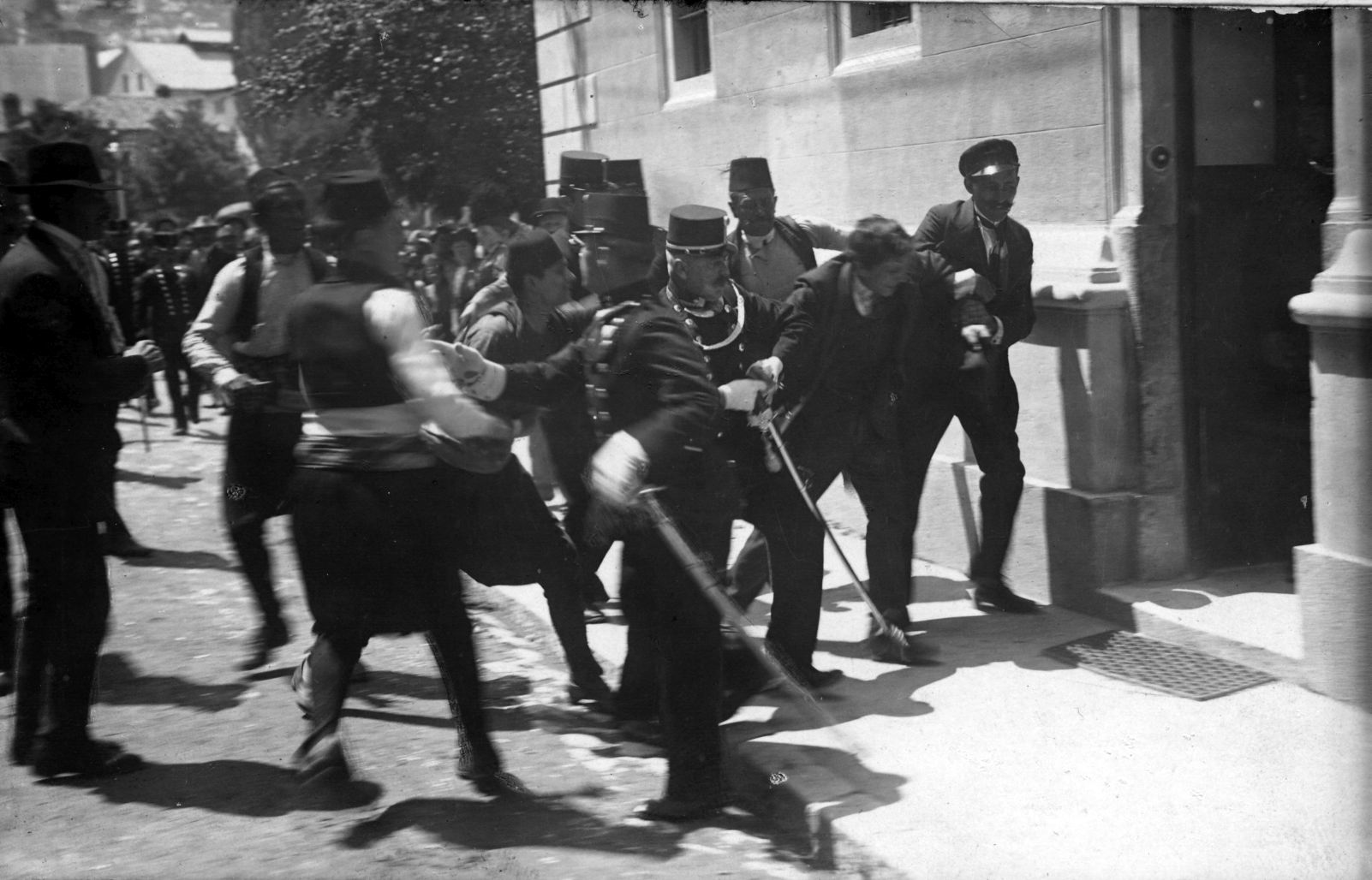
100-årsminnet av skotten i Sarajevo uppmärksammas.

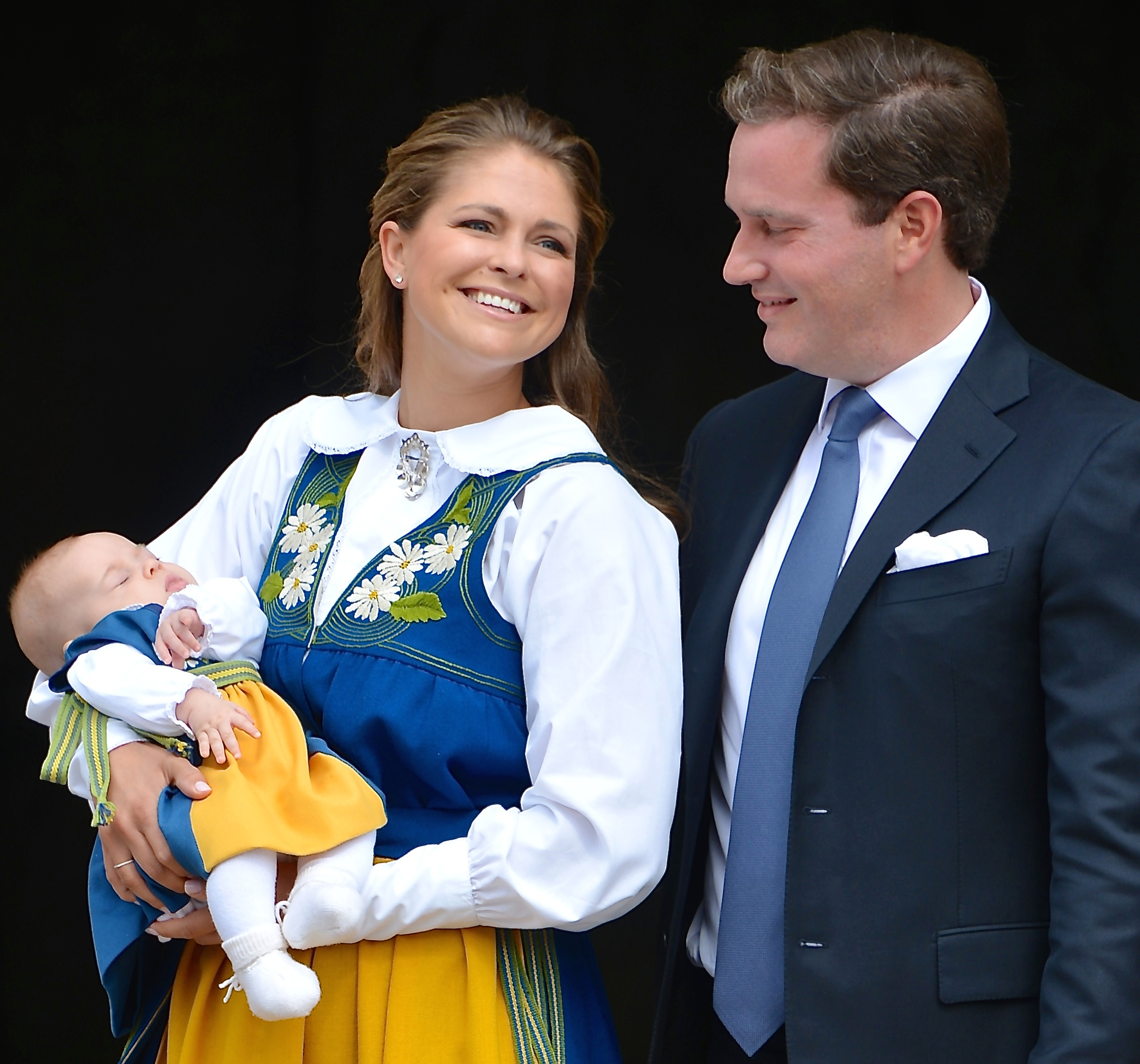
Prinsessan Leonore gör debut med föräldrarna på Stockholms slott den 6 juni 2014.

Ebolautbrottet i Västafrika 2014.

  - Tågstrejk bryter ut i södra Sverige[52].
  - Spaniens kung Juan Carlos I meddelar att han tänker abdikera till förmån för sin son Felipe.
- 3 juni – Allmänt presidentval hölls mitt i Syriska inbördeskriget.
- 5 juni – Kinesiska myndigheterna griper 29 personer misstänkta för separatism i regionhuvudstaden Ürümqi i Xinjiang, efter ett självmordsdåd där myndigheterna i Peking anklagat uigurer för separatism.
- 7 juni – Petro Porosjenko svärs in som president av Ukraina.
- 8 juni – Prinsessan Leonore döps i Slottskyrkan på Drottningholms slott.
- 9 juni – Parlamentsval hölls i Kosovo. Resultatet blev att Kosovos premiärminister Hashim Thaçi fick sitta kvar en tredje mandatperiod.
- 11 juni
  - Massmördaren Mattias Flink friges efter 20 år i fängelse.
  - Den 21-årige praktikanten som våldtagit 17 förskolebarn i Högsby åtalades i Kalmar tingsrätt.
- 12 juni – Det tjugonde världsmästerskapet i fotboll invigs i Rio de Janeiro i Brasilien[53].
- 14 juni
  - 49 ukrainska soldater dödas då deras militärflygplan skjuts ner av proryska separatister utanför Luhansk i östra Ukraina.
  - Den kurdiska armén tar kontroll över oljestaden Kirkuk, samtidigt som terroristgruppen Isis strider runtomkring Bagdad. Isis meddelar att Irak är nära ett religiöst krig[54].
- 17 juni – En tornado drar in över Nebraskaområdet och dödar 2 och skadar 16. Tornadon skapar stor förödelse[55].
- 18 juni – Iraks största oljeraffinaderi i Bayji beskjuts med granateld av den islamistiska terroristgruppen Isis. Flera oljelager sätts i brand.
- 19 juni – Felipe VI tillträder som Spaniens kung.
- 20 juni – Enligt en rapport från FN:s flyktingorgan UNHCR drivs 50 miljoner människor på flykt. Detta är den största flyktingströmmen sedan andra världskriget. Mest flyktingar kommer ifrån Syrien, Centralafrikanska republiken och Sydsudan.
- 25 juni – Riksdagens lagutskott i Finland säger nej till enkönat äktenskap i Finland[56].
- 26–27 juni – Ett rejält oväder i kombination med kraftigt regn, snö, åska och tornado drar in över södra och mellersta Sverige och medför stora skador[57]
- 27 juni – Brasilien förbjuder barnaga.
- 28 juni – 100-årsminnet av skotten i Sarajevo, som blev den utlösande faktorn till första världskriget, uppmärksammas runt om i världen.
- 30 juni – Ett lager med 3 000 ton träpellets brinner ner i Malmös hamn.[58]

### Juli

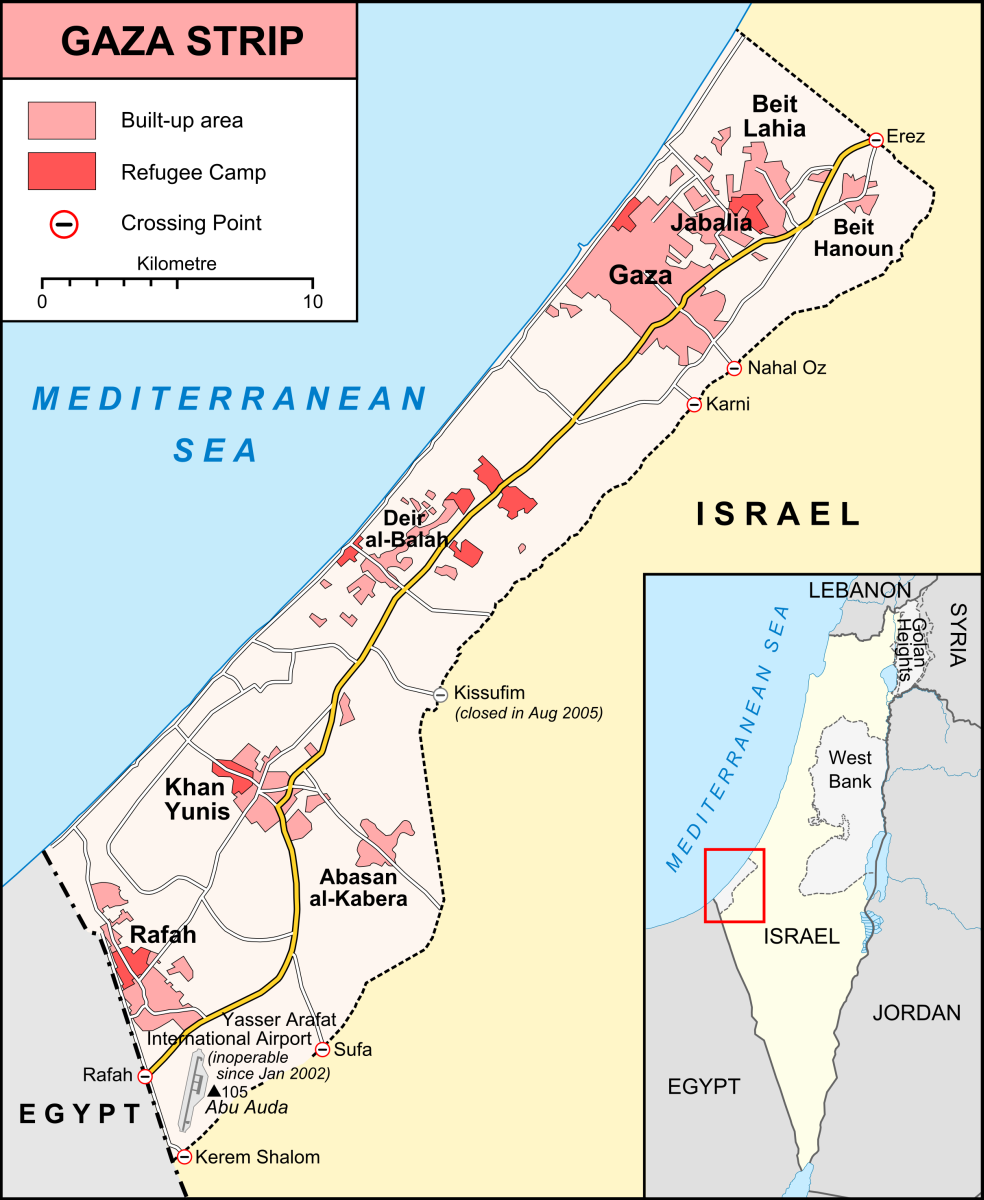
Gazakriget 2014.

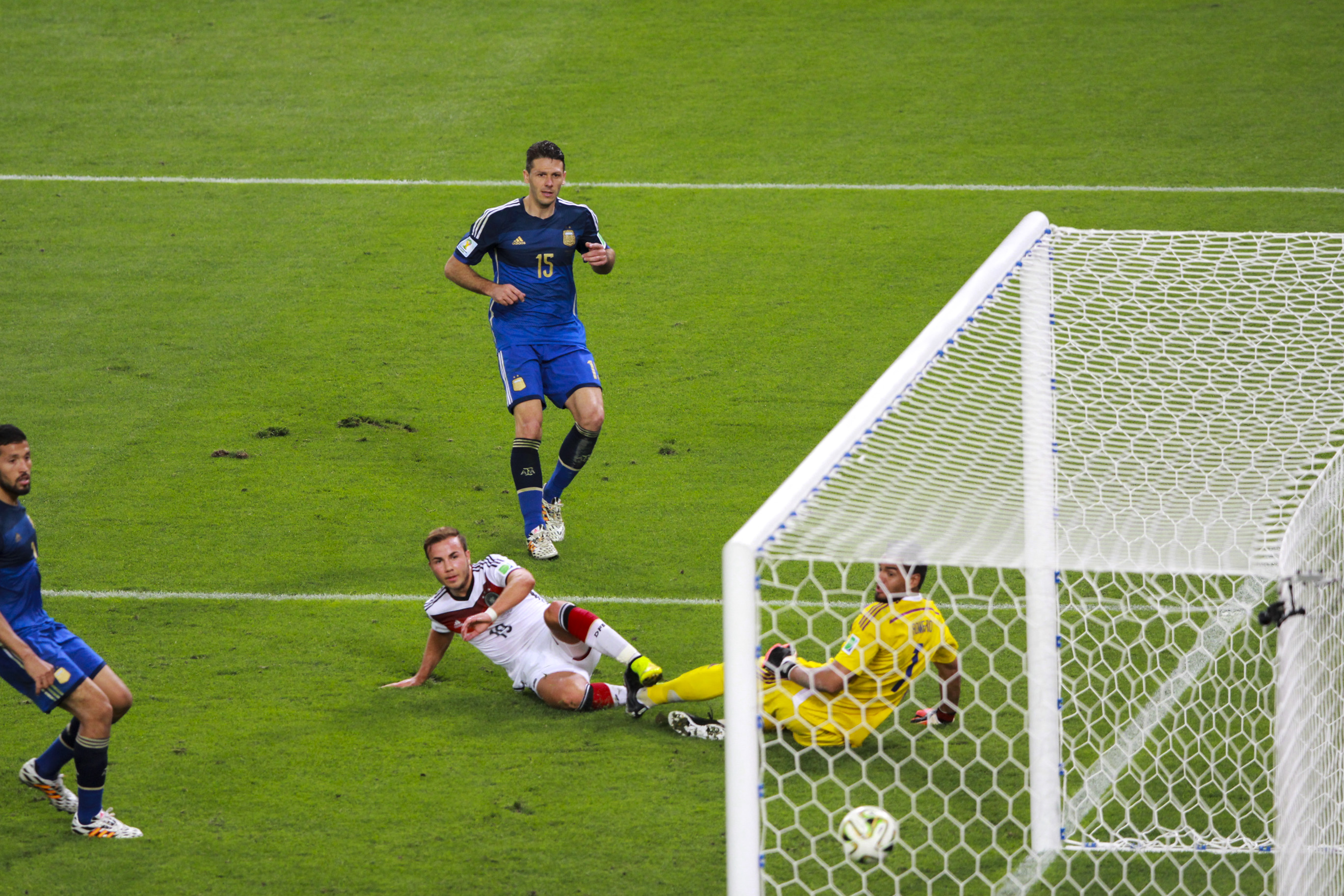
Mario Götze skjuter segermålet för Tyskland i VM-finalen 2014.

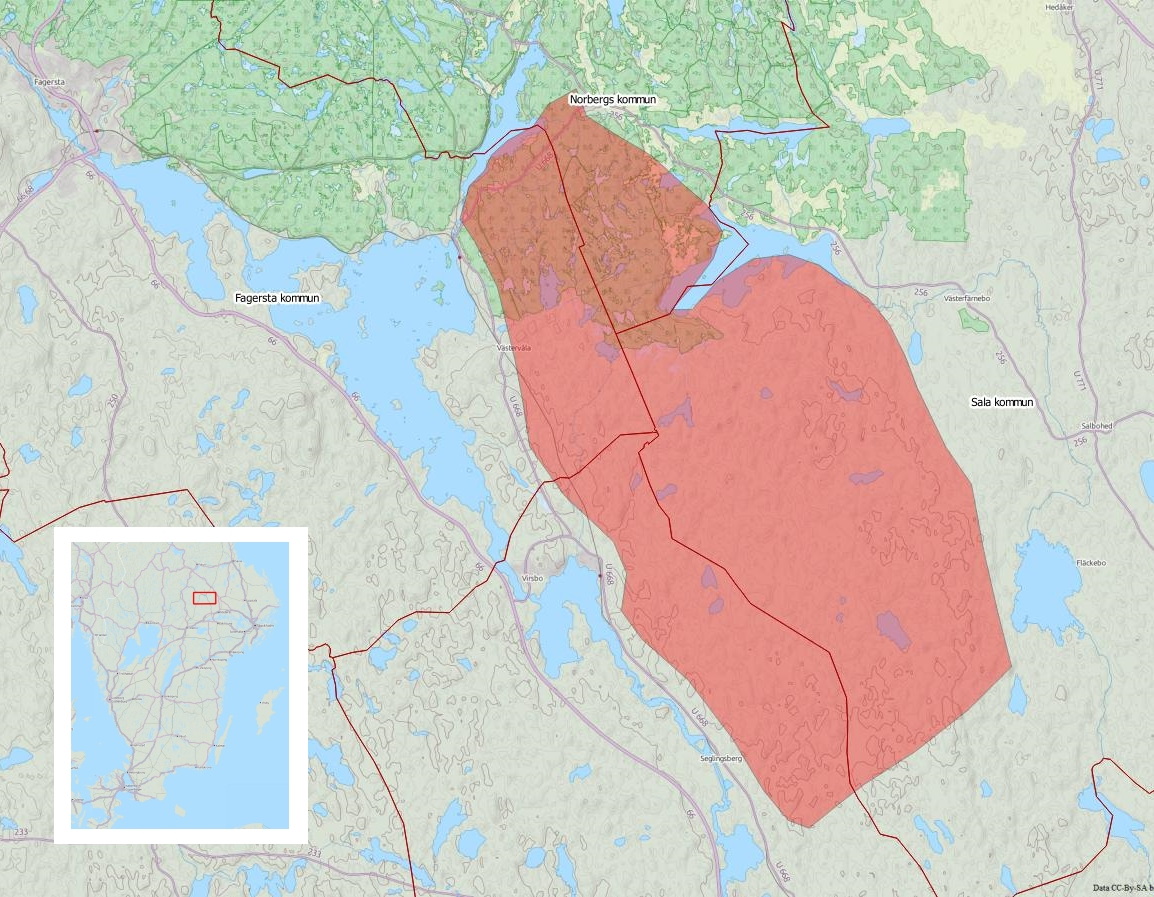
Skogsbranden i Västmanland 2014 var den värsta branden i Sveriges historia.

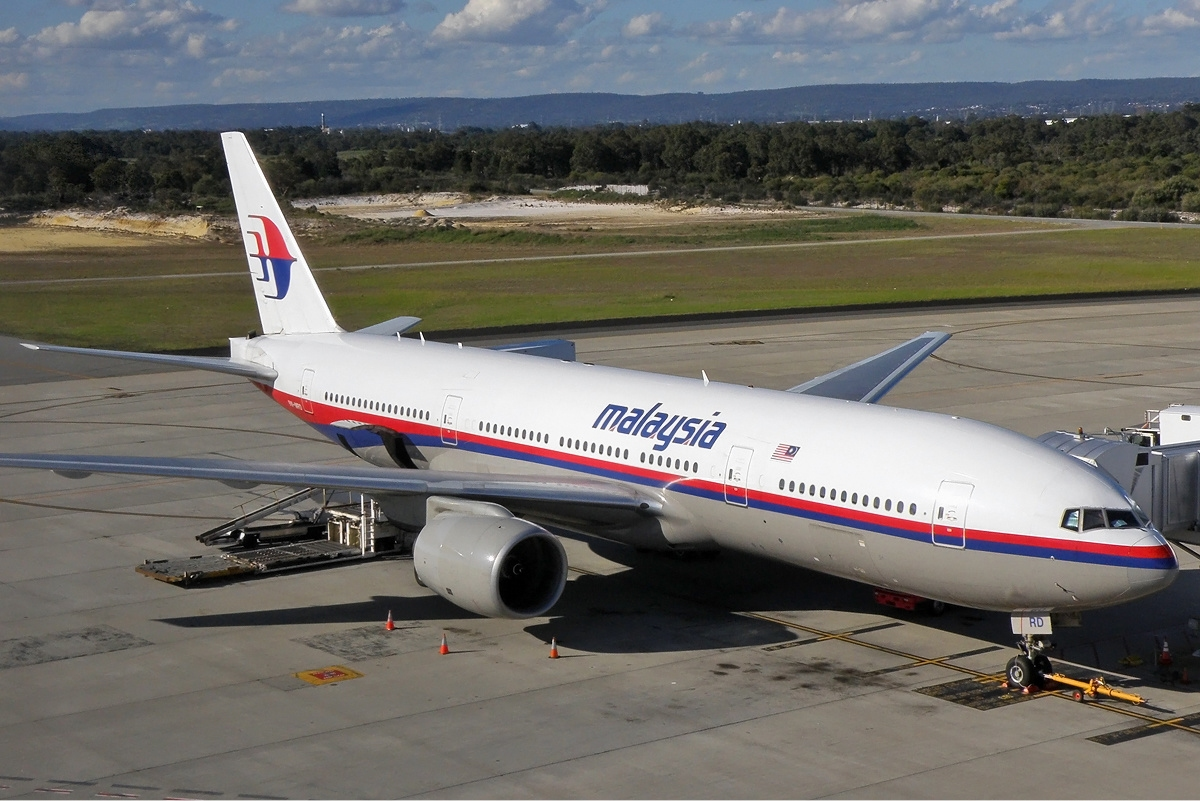
Malaysia Airlines Flight 17 som flög mellan Amsterdam och Kuala Lumpur, sköts ner över östra Ukraina den 17 juli.

- Juli – Extrem värmebölja över hela Sverige hela månaden.
- 1 juli – 500 000 invånare i Hongkong protesterar mot regimen i Kina efter ett tal där man sagt att man vill utöka sin makt i området[59].
- 3 juli – Läkemedelsverket förbjuder Depend Cosmetic AB att sälja sina nagellack därför att lacken innehåller ohärdade akrylater, en allvarlig risk för människans hälsa och orsak till stora hudbesvär.
- 4 juli
  - Ett timmertåg spårar ur utanför Krokom[60].
  - 11 gruvarbetare stängs in i ett gruvras i södra Honduras.
- 5 juli
  - Sveriges nordligaste pridefestival, Pajala Pridefestival hölls för första gången[61].
  - Pro-ryska rebeller överger staden Slovjansk i östra Ukraina.
- 7 juli – Kraftiga skyfall och översvämningar i västra Sverige[62][63].
- 8 juli
  - Supertyfonen Neoguri drar in över Okinawaöarna söder om Japanska fastlandet, med vindhastigheter uppemot 70 m/s. Det kan göra tyfonen till den värsta supertyfonen någonsin i Japan.
  - Brasilianska fotbollslandslaget förlorar i semifinalen under hemma-VM mot Tyskland med hela 1-7.
- 9 juli – Presidentval hölls i Indonesien.
- 12 juli – Häftiga strider bryter ut mellan Palestina och Israel. Gazaremsan utsätts för raketattacker och Israel anfalls av terroristgruppen Hamas.
- 13 juli – Tyskland vinner Världsmästerskapet i fotboll 2014 i Rio de Janeiro, Brasilien
- 15 juli – 19 dödas och 200 skadas när ett tunnelbanetåg spårar ur i Moskva.
- 16 juli – De nederländska FN-trupperna (UNPROFOR) som fanns i Srebrenica under folkmordet döms i krigsförbrytartribunalen i Haag för att vara ansvariga bland 300 av de offren.
- 17 juli – 14 dödas och 20 tunisiska soldater skadas när beväpnade män attackerar en militär postering i Chaambi, Tunisien.
  - Flygplanet Malaysia Airlines Flight 17 på väg från Amsterdam till Kuala Lumpur skjuts ner av proryska separatister över Ukraina. Alla 295 passagerare och besättning ombord omkommer.
- 20 juli – 40-årsdagen av Turkiets invasion av Nordcypern uppmärksammas i Cypern. I Norra Cypern firas det medan det i södra Cypern hålls landssorg.
  - Tusentals personer samlas och demonstrerar i både Stockholm och Malmö mot Israel och visar sitt stöd mot Palestina.
- 23 juli – Tyfonen Matmo drar in över Taiwan.
- 24 juli – Flygplanet Air Algérie Flight 5017 havererar i Mali, dödar 116[64].
- 25 juli – Giftiga alger når Stockholm södra ytterskärgård.
- 28 juli – Hundra år sedan första världskriget startade genom att Österrike-Ungern förklarade krig mot Serbien, vilket uppmärksammas under denna och flera följande dagar runt om i världen, beroende på när olika länder gick med i kriget.
- 29 juli – Norge förbjuder tiggeri på gator.
- 31 juli
  - En flock grindvalar och delfiner upptäcks utanför Bohusläns kust.
  - En skogsbrand bryter ut i Sala och Surahammars kommuner, den värsta skogsbranden i Sverige under modern tid. En person dör, hundratals människor evakueras från sina hem och världsarvet Engelsbergs bruk hotas.

### Augusti
- 1 augusti – Gränsstrider inträffar mellan azerbajdzjanska och armeniska säkerhetsstyrkor i närheten av den omtvistade regionen Nagorno-Karabach[65].
- 3 augusti – 7 barn dödas och 30 barn skadas när en raket från Israels sida träffar en FN-skola
- 8 augusti – 14-åriga indonesiska flickan Raudhatul Jannah som försvann i tsunamin 2004, då 4 år gammal, hittas.[66][67]
- 10 augusti – Turkiets premiärminister Recep Tayyip Erdoğan valdes till Republiken Turkiets 12:e president.
- 12–17 augusti – Europamästerskapen i friidrott 2014 hålls i Zürich i Schweiz.
- 15 augusti – En massaker utförd av terroristgruppen ISIL dödas 80 civila män och 100 kvinnor tillfångatas.
- 16 augusti – En massaker utförd av ISIL dödas 312 civila yazidiska män i byn Kojo i norra Irak
- 20 augusti – Oxelösunds kommun utses till Sveriges bästa sjökommun.
- 23 augusti
  - Norges förre utrikes- och försvarsminister Espen Barth Eide blir FN:s nya sändebud på Cypern.
  - I Limhamn i Malmö urartar ett torgmöte som Svenskarnas parti fått tillstånd att hålla och flera tusen motdemonstranter försöker stoppa. Ett tiotal motdemonstranter förs till sjukhus.[68]
- 26 augusti – Efter 7 veckors oroligheter mellan Israel och Palestina sluts en vapenvila.
- 29 augusti – Vulkanen Bardarbunga på Island får ett utbrott.

### September

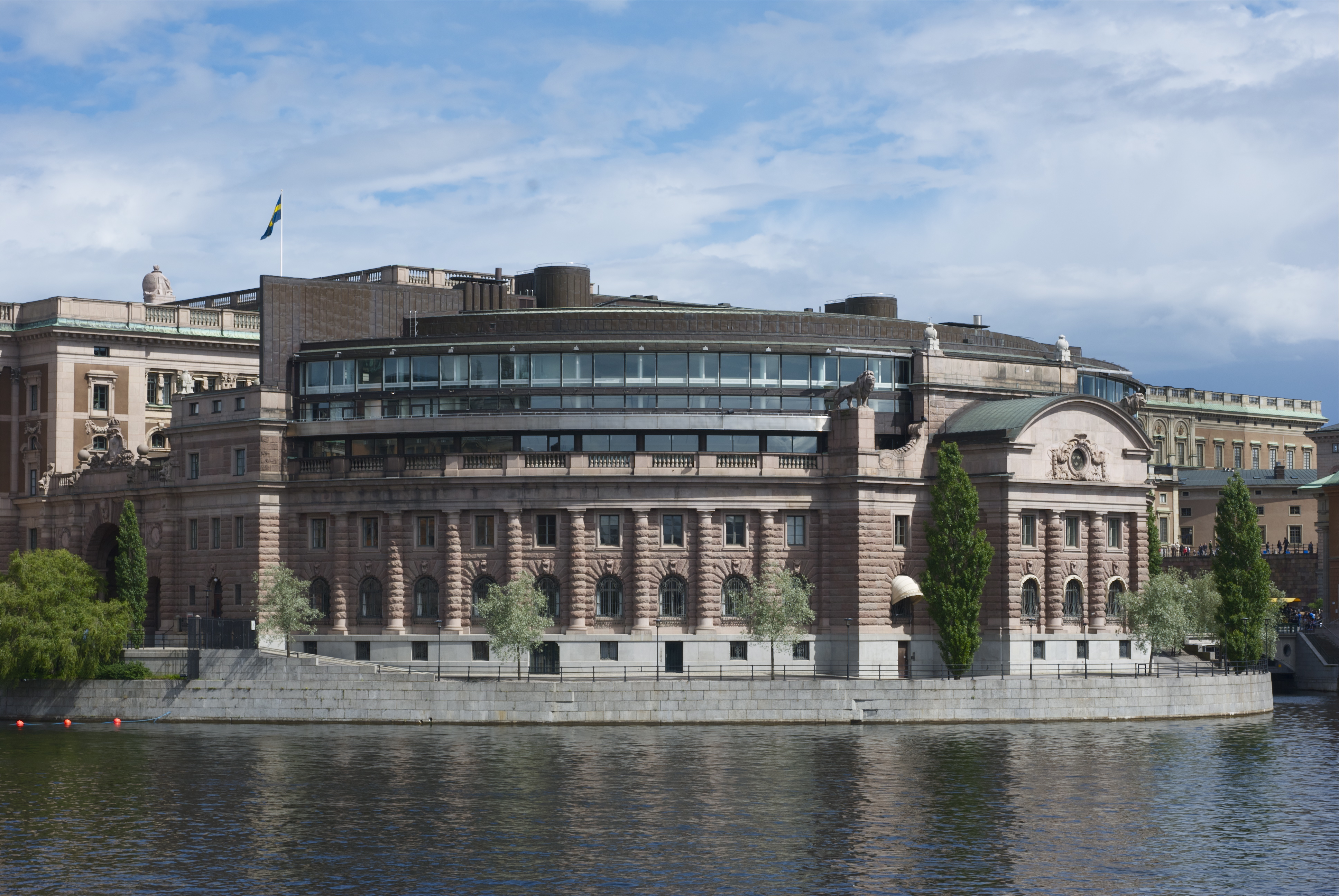
Riksdagsval i Sverige.

Skottland röstar mot självständighet.

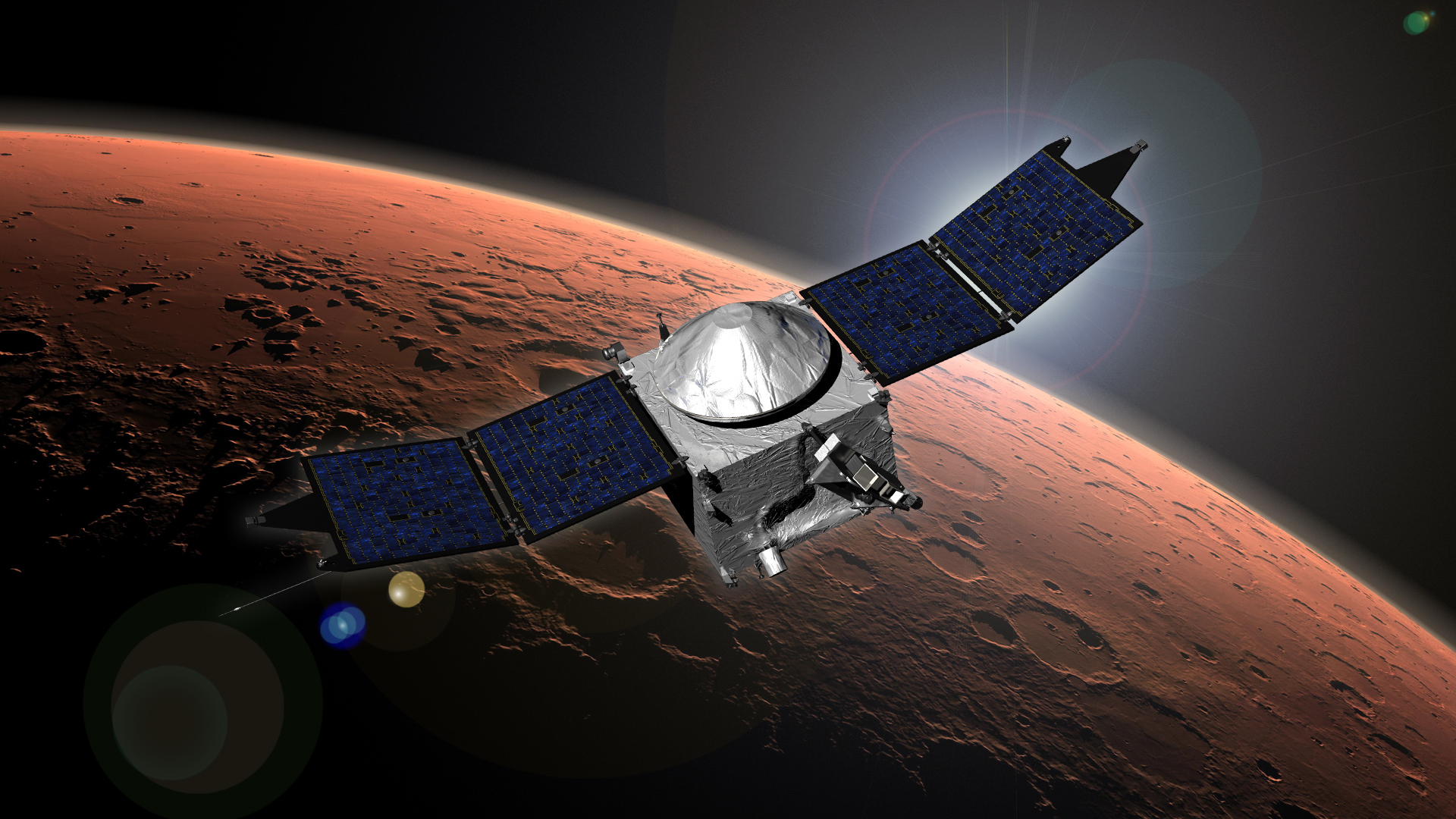
NASA:s sond MAVEN kommer in i omloppsbana runt Mars och skall studera planetens atmosfär.

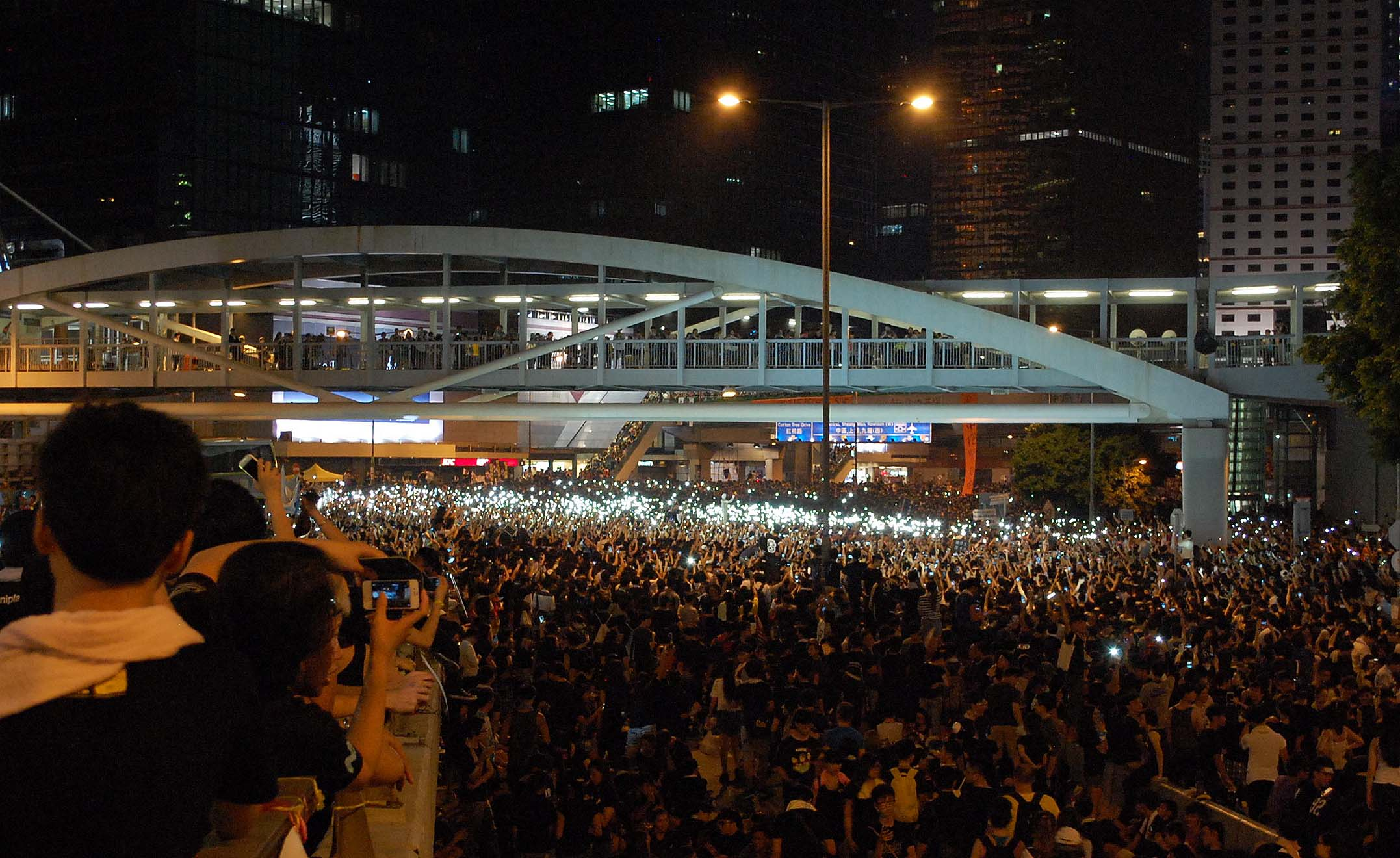
Protesterna i Hongkong 2014.

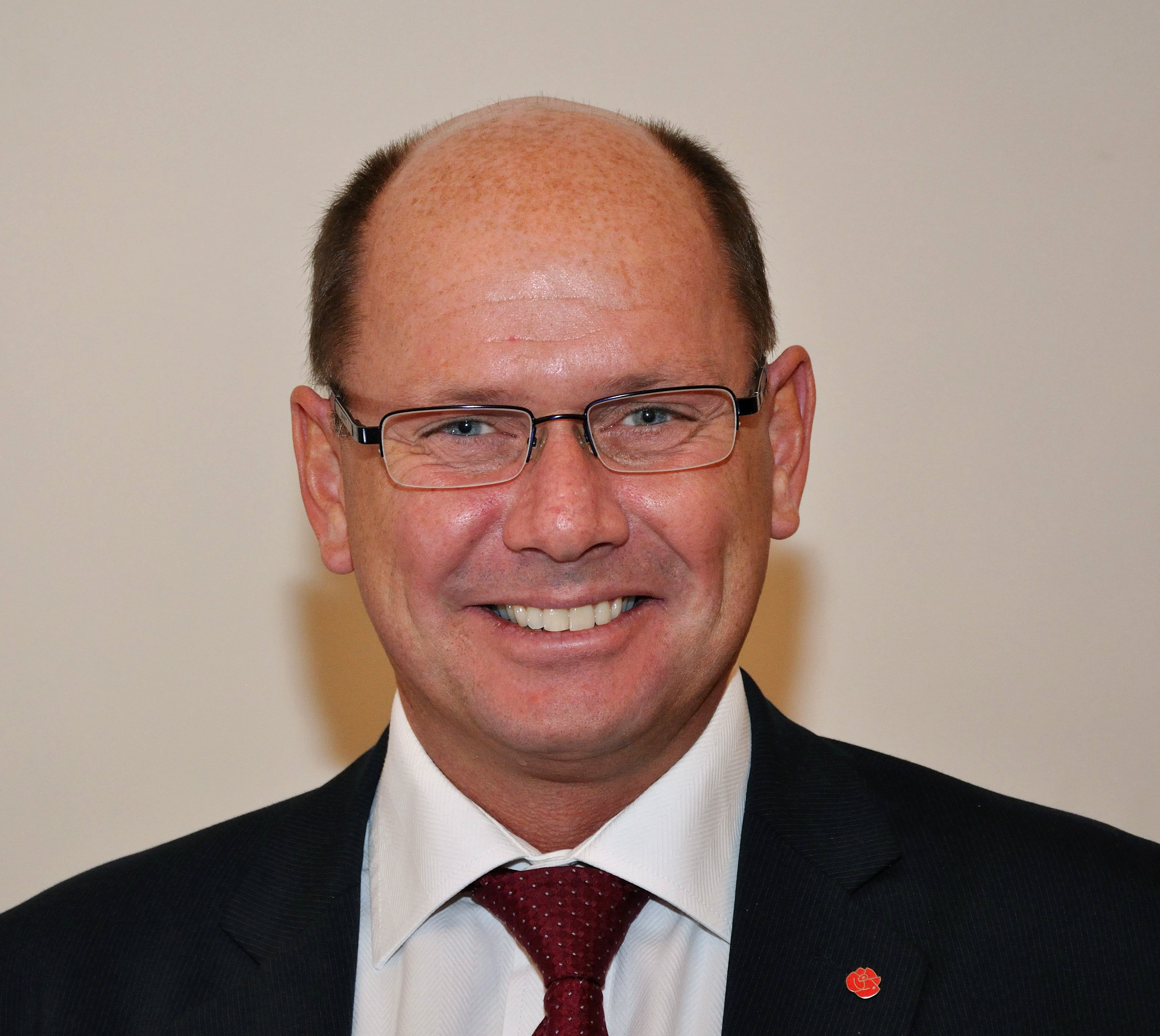
Urban Ahlin blir Sveriges riksdags talman.

- 2 september – Europeiska unionen beslutar att Ryssland inte länge är en EU-partner.
- 3 september – USA:s president Barack Obama besöker Estland.
- 5 september – Regeringen i Ukraina och de pro-ryska rebellerna enas om en vapenvila.
- 6 september – I samband med ett vattenledningsarbete hittas 5 vikingagravar från runt 1000-talet vid Stora Törnekvior i östra Visby[69].
- 8 september – Iraks parlament röstar om en ny regering. Tillsättandet är avgörande för om landet ska kunna stoppa extremistmilisen Islamiska statens frammarsch.
- 11 september – Uppsala kommun säger nej till civilflyg på Ärna flygplats.
- 13 september
  - USA förklarar krig mot ISIL.
  - Hundratals aktivister drabbar samman i Serbiens huvudstad Belgrad efter att en tysk hbtq-aktivist misshandlats till döds[70].
  - 30 dödas när en lastbil som transporterar oljefat störtar ner i en ravin nära staden Boali i Centralafrikanska republiken.
- 14 september
  - Riksdagsval, landstingsval och kommunval i Sverige.[71] De rödgröna blir större än Alliansen. Sverigedemokraterna blir tredje största parti.
  - Iphone 6 började säljas.
- 15 september
  - Piloter hos Air France och Lufthansa strejkar. Som påverkar flygtrafiken över Europa.
  - En ny lag införs i Österrike, innebärande att man förbjuder symboler för närmare 20 extremistiska grupperingar. Lagen infördes mot bakgrunden att fler än 140 personer har lämnat Österrike för att strida för extremistiska islamistiska grupperingar i Mellanöstern.
- 16 september – Forskare från Sverige och Argentina upptäcker ett nytt fossil som är mellan 65 och 35 miljoner år gammal på Seymourön. Som är det äldsta landlevande däggdjuret på Antarktis.
- 17 september – I Kambodjas huvudstad Phnom Penh samlas 100-tals textilarbetare och protesterar mot sina låga löner[72].
- 18 september – Folkomröstning hålls i Skottland om självständighet.
- 20 september – Turkiet öppnade gränsen för de närmare 70000 kurdiska syrier som flyr i fruktan för jihadistiska Islamiska Staten (ISIL)[73].
- 22 september
  - 115 människor dödas i ett husras i Lagos, Nigeria.
  - NASA:s sond MAVEN kommer in i omloppsbana runt Mars och skall studera planetens atmosfär.
- 23 september
  - Inbördeskriget i Syrien: Saudiarabien, Jordanien, Qatar, Bahrain, Förenade Arabemiraten med USA i spetsen utför flyganfall i norra Syrien där den islamiska extremistgruppen ISIL håller till[74][75].
  - Israel sköt ner ett syriskt mig-plan över Golanhöjderna.
- 24 september – I Rumänien inleds rättegången mot massövergreppen som begicks under Kommunisttiden[76].
- 25 september – Två pojkar i 16- och 17-årsåldern hittas döda efter en skottlossning på en gård i södra Uppsala[77].
- 26 september – I Uzbekistan fängslas över tusentals regimmotståndare som kommit på kant med den auktoritäre diktatorn Islam Karimovs regim. Inte ens hans egen dotter Gulnara Karimova kommer undan.
- 27 september – Vulkanen Ontake i Japan får utbrott, och minst 47 personer har avlidit.
- 28 september
  - Demonstranter samlas i Hongkong mot föreslagna valreformer som har tillkännagetts av den kinesiska regeringen.
  - I både Sverige och Estland uppmärksammas 20-årsdagen efter Estoniakatastrofen.
- 29 september
  - Urban Ahlin  blir talman i Sveriges riksdag.
  - Människorättsjuristen Amal Alamuddin och skådespelaren George Clooney gifter sig i italienska Venedig.

### Oktober

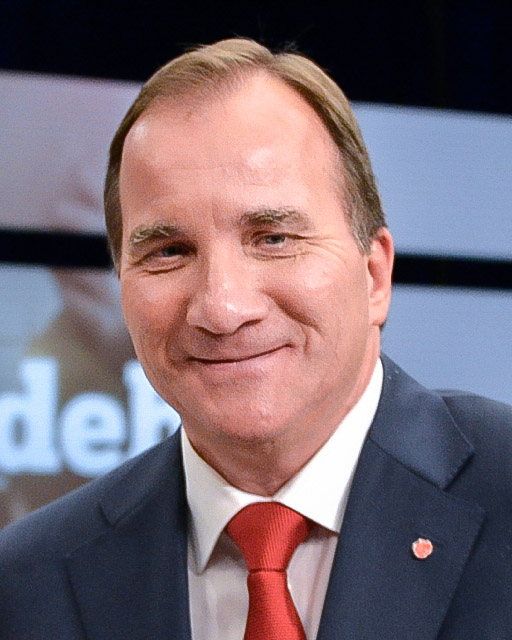
Stefan Löfven blir vald till Sveriges statsminister.

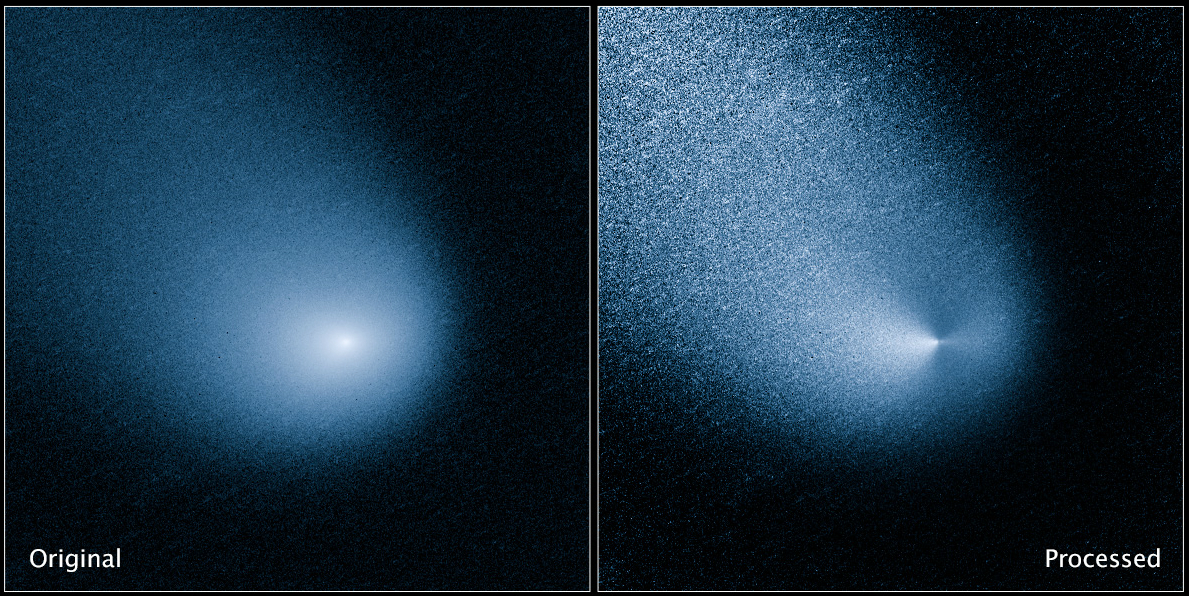
C/2013 A1 (Siding Spring) sedd av Hubble (11 mars 2014).

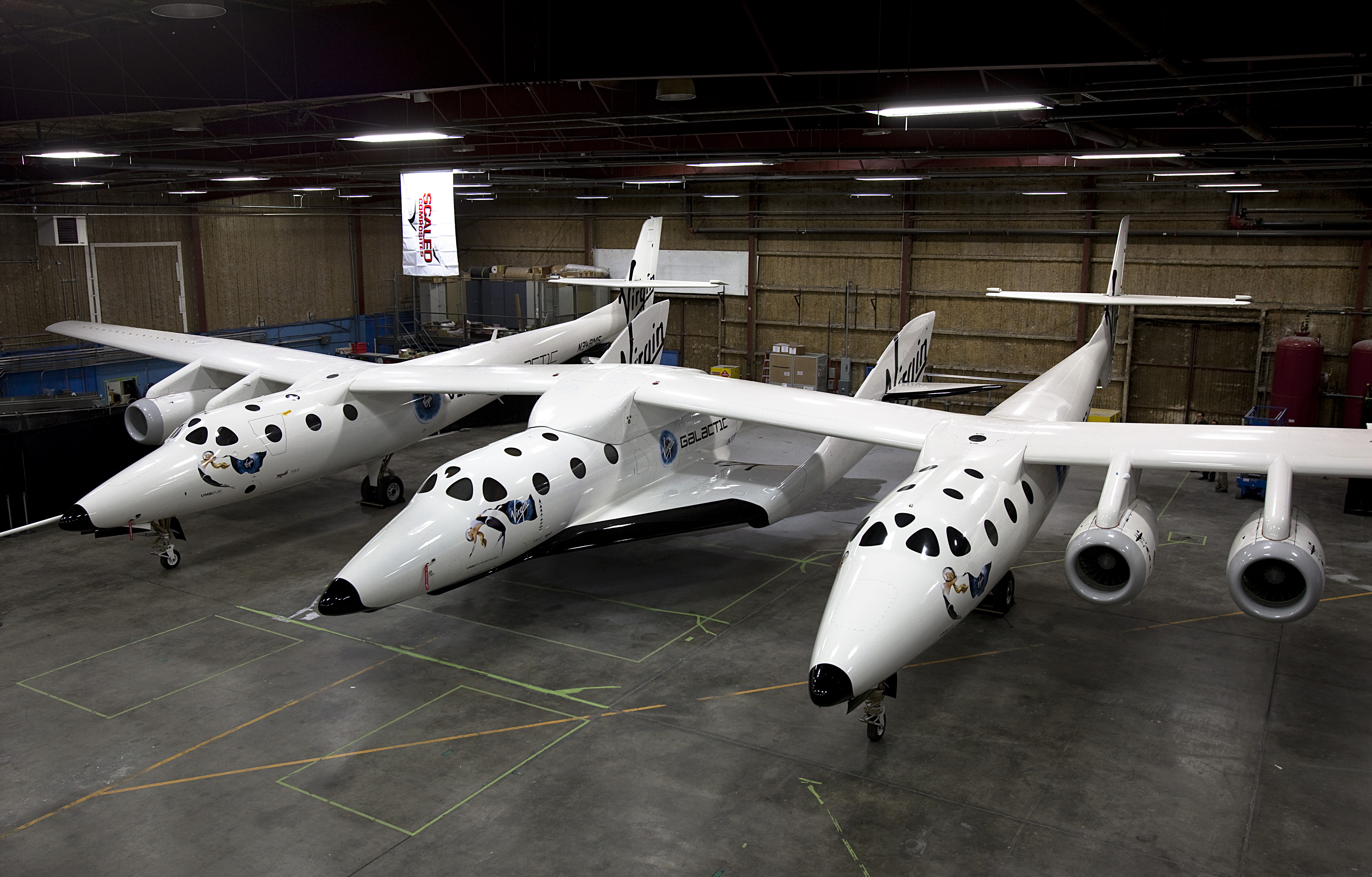
VSS Enterprise, den rymdfarkost som kraschlandade.

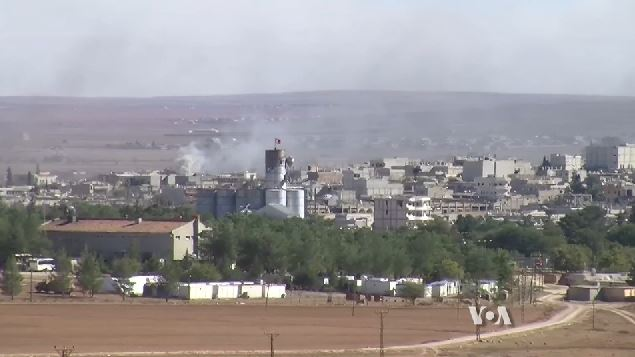
Stridigheter i Kobane under Syriska inbördeskriget.

Sverige erkänner Palestina som stat.

- 2 oktober – Stefan Löfven blir vald till Sveriges statsminister.
- 3 oktober
  - Regeringen Löfven I tillträder.
  - 9 FN-soldater dödas när deras hjälpkonvoj attackeras av beväpnade män mellan orterna Menaka och Ansongo i den nordöstra delen av Mali[78].
- 4 oktober –  En 36-årig svensk kvinna föder ett barn efter att ha genomgått en livmodertransplantation. Det är första gången i världen det sker[79].
- 5 oktober – Parlamentsval hålls i Bulgarien[80].
- 7 oktober – Syriska inbördeskriget: ISIL anfaller den strategiskt viktiga staden Kobane[81].
- 8 oktober – Gruvbolaget Northland, som driver en järnmalmsgruva utanför Pajala, stoppar all verksamhet[82].
- 9 oktober
  - Petter Northug döms till 50 dagars fängelse för rattfylleri och andra brott.
  - Riigikogu säger ja till samkönade äktenskap, vilket innebär att det blir det första land från forna Sovjetunionen att godkänna det[83].
- 10 oktober
  - 43 studenter hittas i en massgrav i Mexiko.
  - Danmark ombildar sin regering.
- 11 oktober – En ny motorvägsträcka mellan Västerås och Sagån invigs[84].
- 12 oktober
  - President- och parlamentsval hölls i Bosnien och Hercegovina[85].
  - Evo Morales blir omvald för tredje gången till Bolivias president.
- 15 oktober
  - President- och parlamentsval hölls i Moçambique.
  - De rödgröna partierna säger ja till att lägga ner Bromma flygplats år 2022.
- 17 oktober – En ubåtsjakt på ryska ubåtar påbörjades i Stockholms skärgård.
- 18 oktober – 20 människor dödas i en attack utförd av ugandiska rebellgruppen ADF-Nalu i byn Byalos i Kongo-Kinshasa[86].
- 19 oktober – Kometen C/2013 A1 (Siding Spring) gör ett mycket nära förhållningssätt till Mars och observeras via ytströvare och satelliter.
- 25 oktober – De Italienska offer för Nazitysklands härjningar i landet under andra världskriget har rätt att kräva skadestånd från det nutida Tyskland. Då den italienska författningsdomstolen kommer fram till i en dom som väcker stora frågetecken i Tyskland
- 26 oktober
  - Parlamentsval hölls i Tunisien[87].
  - Parlamentsval hölls i Ukraina[88].
- 27 oktober – Dilma Rousseff vinner presidentvalet i Brasilien.
- 31 oktober
  - En rymdfarkost av modellen SpaceShipTwo kraschlandar. En person omkommer.
  - Sverige erkänner Palestina som självständig stat.

### November

Katalonien höll val om självständighet.

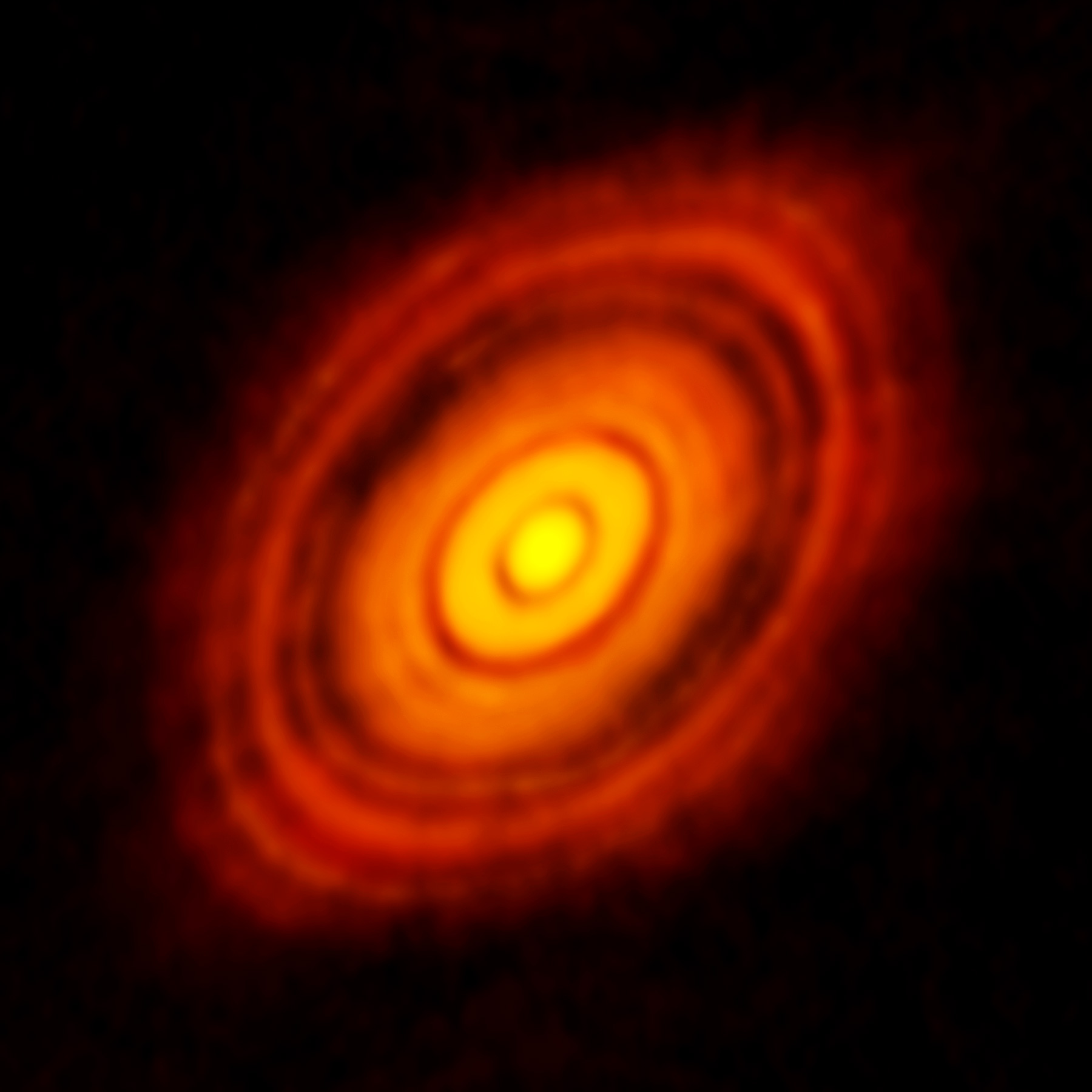
En bild från superteleskopet ALMA i Chile från 2014, på planetbildningen vid stjärnan HL Tauri.

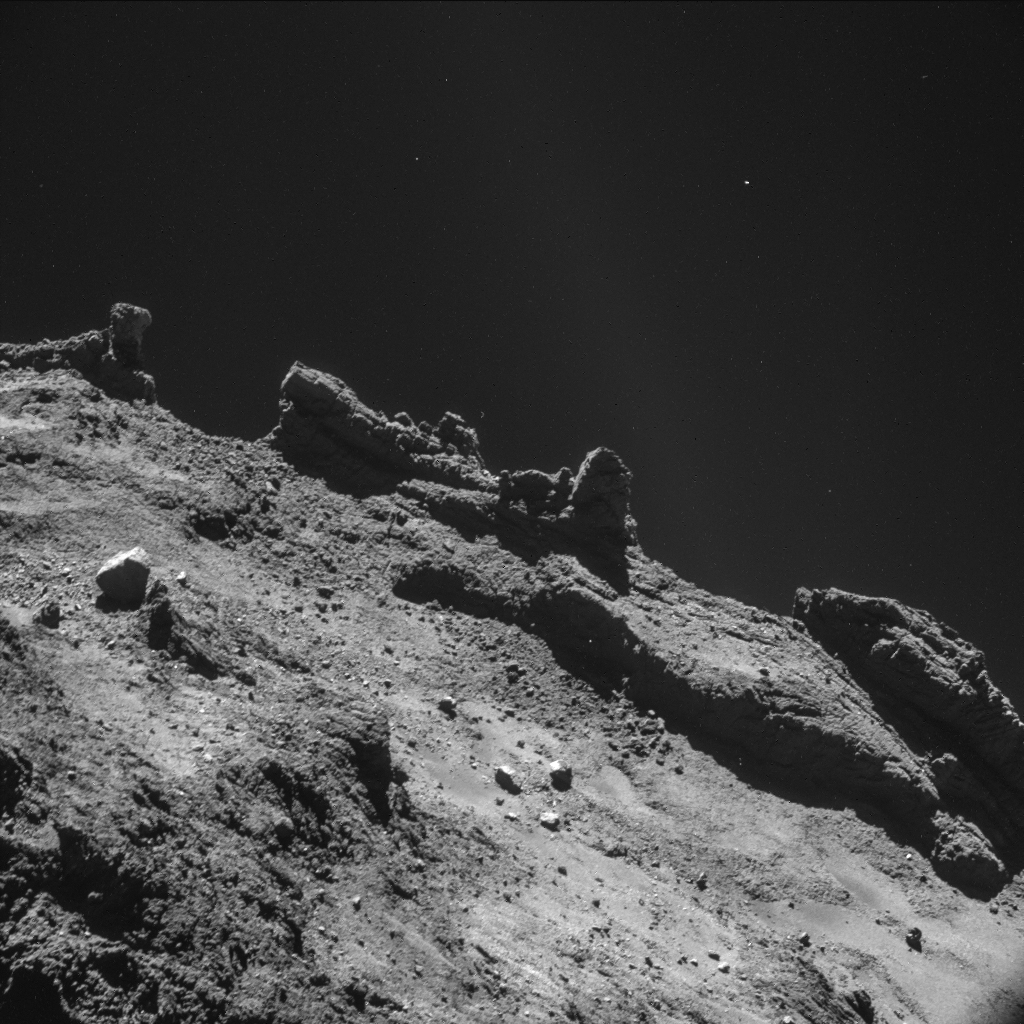
Landaren Philae, tillhörande europeiska rymdorganisationens rymdsond Rosetta, når ytan av kometen 67P/Churyumov-Gerasimenko.

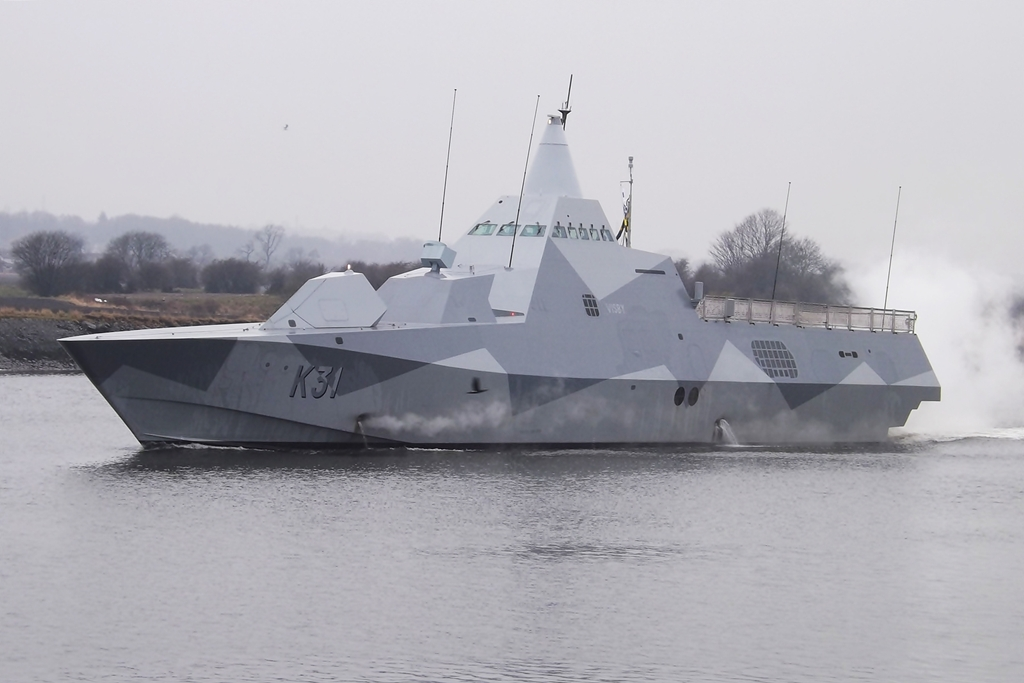
Underrättelseoperationen i Stockholms skärgård 2014.

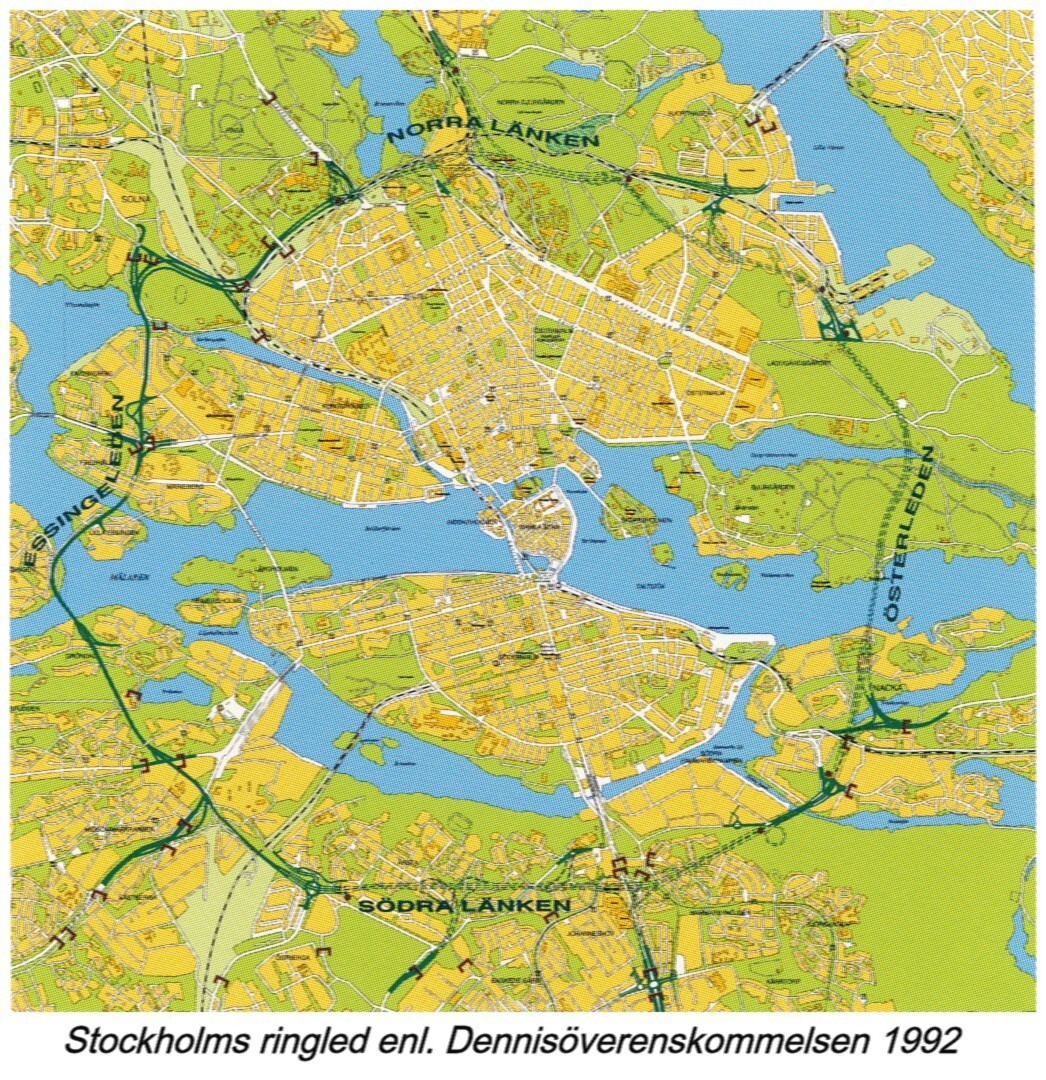
Norra länken invigs.

- 2 november – Blaise Compaoré tvingas bort från makten i Burkina Faso, efter 27 år som president.
- 3 november
  - 24 migranter dödas när deras båt, som var på väg till Rumänien sjunker i sundet Bosporen i Istanbul[89].
  - Kanada påbörjar flygbomba norra Irak där ISIL håller till, efter rapporter om massmord på 200 män begångna av rörelsen i Anbarprovinsen.
- 4 november – Skyskrapan One World Trade Center med 541 meter som högsta höjd och 104 våningar, tillika den högsta byggnaden på västra halvklotet, invigs.
- 5 november
  - Syriska inbördeskriget: Minst 11 barn dödas när granateld träffar deras skola. Enligt lokala aktivister ska regeringsstyrkorna ligga bakom händelsen.
  - Konsumentverket förbjuder snabblöneföretag att låna ut pengar.
- 9 november – Val om självständighet hölls i Katalonien.
- 10 november – Albaniens president Edi Rama besöker Serbiens premiärminister Aleksandar Vučić i Belgrad. Vilket är första gången någonsin en albansk minister besöker Serbien, då det är en ekonomisk konflikt mellan länderna.
- Internetverksamheten Swifthome[90] grundas.
- 12 november
  - Atacama Large Millimeter Array visar en protoplanetär skiva runt stjärnan HL Tauri.
  - Landaren Philae, tillhörande europeiska rymdorganisationens rymdsond Rosetta, når ytan av kometen 67P/Churyumov-Gerasimenko.
- 13 november
  - Australiens regering förbjuder all sorts dumpning i Stora barriärrevet.
  - Flygbolagen Malmö Aviation går ihop med Kullaflyg.
- 14 november – Sveriges statsminister Stefan Löfven, försvarsministern och Överbefälhavaren håller en presskonferens på Rosenbad där man bekräftar att svenskt territorium har kränkts av främmande makt. Detta efter den uppmärksammade underrättelseoperationen i Stockholms skärgård 2014.
- 15 november – Ett jordskalv med magnituden 7.3 på richterskalan drabbar ögruppen Moluckerna i Indonesien.
- 16 november
  - Presidentval hölls i Rumänien.
  - Frankrike, Italien och Schweiz drabbas av ett oväder följt av jordskred som orsakar stora skador och 10 personer dödas[91].
  - En kvinna attackerades av en älg i området Bredviken, Luleå[92].
- 18 november – Två beväpnade män går in i en synagoga i östra Jerusalem och attackerar, med knivar och yxor, 15 personer varav 5 av de dör. Israel anklagar därmed Palestina att ligga bakom händelsen[93].
- 20 november – Vårdpersonal och sjuksköterskor på Åland strejkar p.g.a att höggravida kvinnor måste åka till grannlandet Sverige för att föda barn.
- 21 november – 8 dödas och 2 skadas när en stridshelikopter havererar i mellersta Rumänien.[94].
- 22 november – Portugals tidigare premiärminister José Sócrates grips för inblandning i en korruptionshärva och andra brott.
- 24 november
  - I samband med ett kraftigt oväder dödas 17 människor och 18 skadas i Marocko[95].
  - En man erkänner att han mördade 11-årige Johan Asplund den 7 november 1980.
- 25 november – Våldsamma kravaller inträffar i den amerikanska staden Ferguson i Missouri där demonstranter tänder på hus, plundrar affärer och skjuter mot polis. Kravallerna inleddes efter att 18-årige afroamerikanen Michael Brown  sköts den 9 augusti och att inget åtal väcktes mot Darren Wilson, polisen som sköt honom[96].
- 26 november
  - Egypten öppnar för första gången gränsövergången till Rafah vid Gazaremsan[97].
  - Kravallerna i Ferguson 2014 sprider sig över hela USA. I 170 städer demonstrerar folk mot polisvåld mot afroamerikaner. I ett uttal av Barack Obama säger han att "det här är inget Fergusonproblem, det är ett USA-problem."[98].
- 28 november
  - Efter en rad demonstrationer säger Statsrådet i Finland ja till samkönat äktenskap.
  - 120 människor dödas och 270 skadas när två självmordsbombare utlöser attacker mot en moské i Kano i norra Nigeria[99].
- 29 november
  - Utrikesministrar från i Arabförbundets medlemsländer har enats om att gemensamt presentera ett resolutionsutkast om en palestinsk stat till FN:s säkerhetsråd[100].
  - Stora protester genomförs i Egyptens huvudstad Kairo efter att landets förra diktator Hosni Mubarak friges från sina mordanklagelser.
- 30 november
  - Stadsmotorvägen Norra länken invigs i Stockholm.
  - Parlamentsval hölls i Moldavien[101].
  - Schweiz håller en folkomröstning om hur landet ska se på invandring[102].
- Natten mellan 30 november och 1 december sprängs ett okänt föremål utanför Malmö tingsrätt av två gärningsmän, vilket är det största attentatet i Malmö på länge.

### December

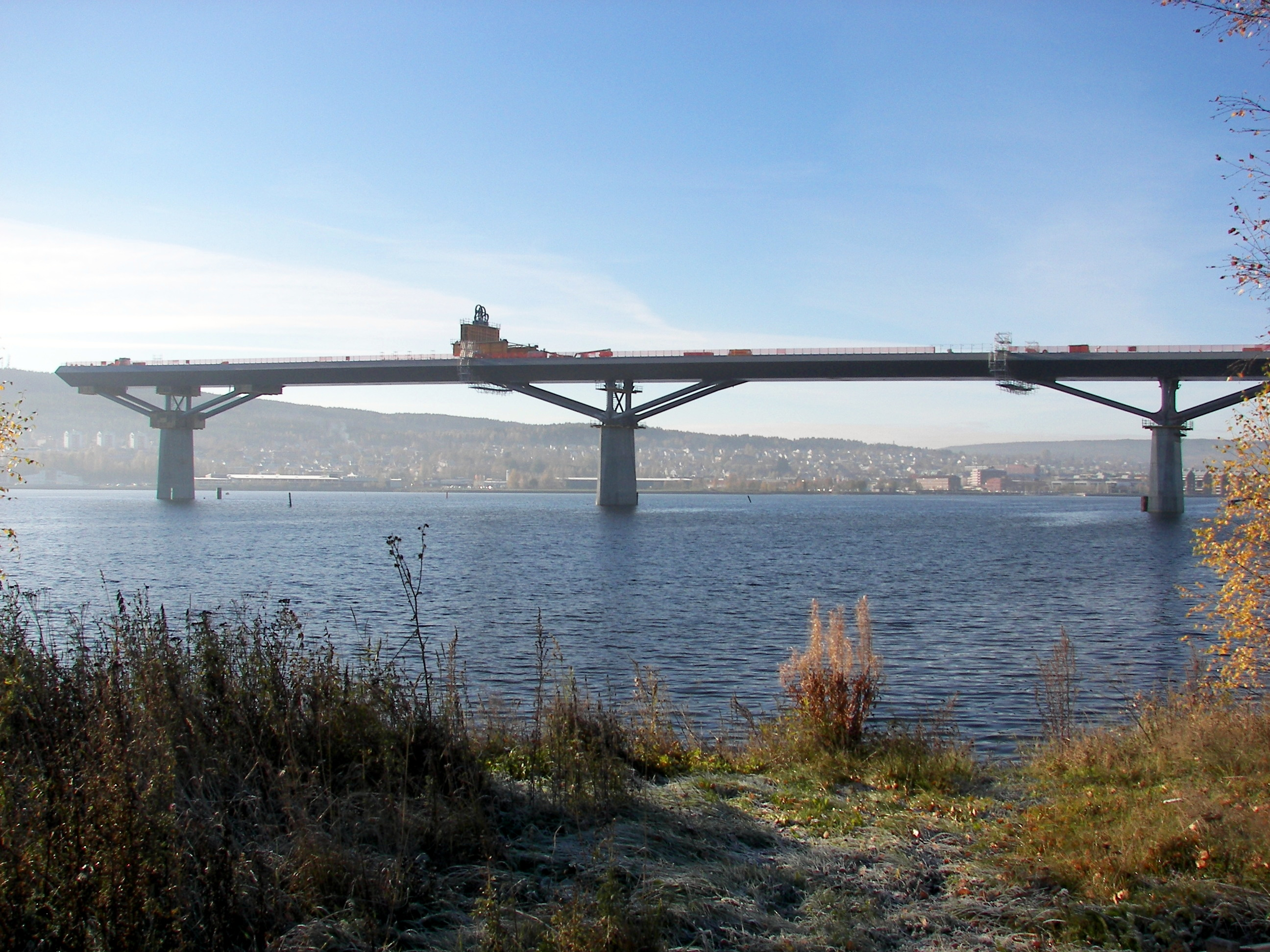
Sundsvallsbron invigs.

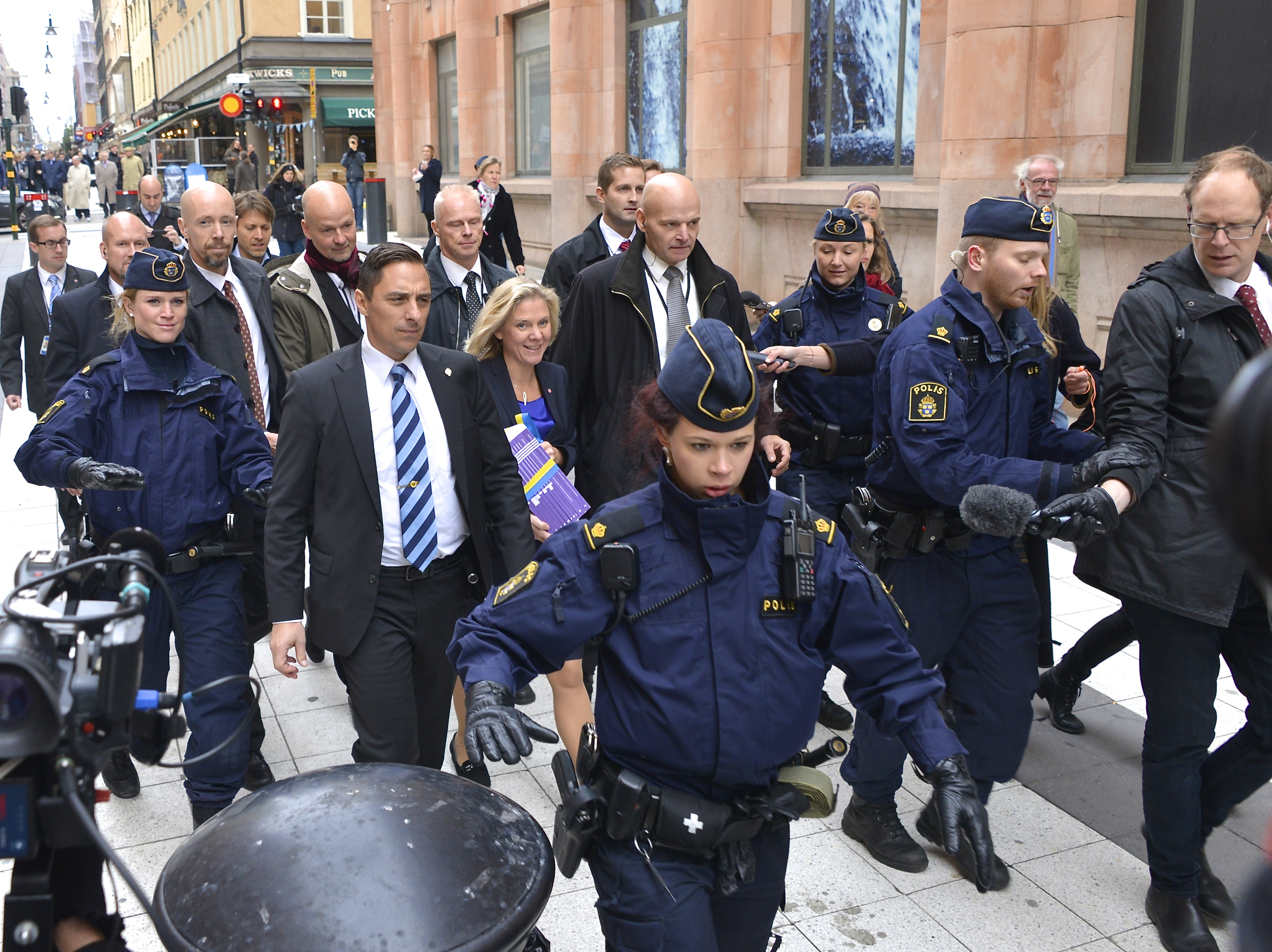
Decemberöverenskommelsen

- 3 december – Den svenska regeringens förslag till ny statsbudget för 2015 röstas ner i riksdagen av den borgerliga oppositionen och sverigedemokraterna. Statsminister Stefan Löfven meddelar att han tänker utlysa ett extraval som planeras att hållas den 22 mars 2015.
- 5 december
  - Lisa Ajax vinner Idol 2014:s final i Globen med 51 % av rösterna.
  - Fabiola, drottning av Belgien 1960–1993, avlider.
  - Den tidigare kinesiska inhemska säkerhetschefen Zhou Yongkang arresteras och utesluts ur Kinas kommunistiska parti.
  - NASA utför framgångsrikt den första flygningen i sin Orion-rymdfarkost.
- 6 december – Orkanen Hagupit når Filippinernas östkust.
- 8 december – 17 dödas och 50 skadas när en överfull buss kör av en bergsväg och kanar 600 meter utför en bergsvägg i västra Nepal.
- 11 december – Berlins regerande borgmästare Klaus Wowereit (SPD) avgår efter 13 år på posten. Till ny borgmästare väljs Michael Müller (SPD).
- 12 december – Hela södra Sverige drabbas av stormen Alexander.
- 14 december
  - Haitis president Laurent Lamothe avgår.
  - President och parlamentsval hölls i Japan.
- 15 december – 2 dödas och flera fritas när en man håller ett flertal civila personer som gisslan i Australienska staden Sydney[103].
- 16 december – 126 barn och lärare dödas och ytterligare 100 skadas när talibanerna attackerar en skola i Peshawar i Pakistan[104].
- 17 december – De diplomatiska förbindelserna mellan USA och Kuba återupptas efter att Kuba friger den amerikanska hjälparbetaren Alan Gross.
- 18 december – Sundsvallsbron invigs.
- 21 december – Parlamentsval hölls i Uzbekistan.
- 22 december – Beji Caid Essebsi blir Tunisiens nya president[105].
- 23 december – Ukrainas parlament röstar för att överge landets status som icke-allierad och arbeta för medlemskap i försvarsalliansen Nato.
- 24 december – Ett fredssamtal mellan Ukrainas regering och proryska separatister inleddes i Vitrysslands huvudstad Minsk. Samtalets syfte är att få slut på den utdragna konflikten mellan Ukraina och Ryssland.
- 27 december – Decemberöverenskommelsen mellan Regeringen Löfven I och Alliansen presenteras, och Stefan Löfven meddelar därför att extra val inte ska utlysas 2015.
- 28 december – Flygplanet AirAsia QZ 8501 som flög från Surabaya (Indonesien) till Singapore med 162 passagerare, piloter och besättning försvinner efter att man tappat kontakten med flygplanet. Flygplanet hittas dagen efter, störtat i javasjön utanför Sumatras kust efter dåligt väder.
- 29 december – Hellenska parlamentet misslyckas med att utse ny grekisk president eftersom den enda kandidaten Stavros Dimas (Ny demokrati) inte fick tillräckligt många röster. Detta leder till att nyval utlyses till 25 januari 2015.
- 31 december
  - Italiens president Giorgio Napolitano meddelar att han inom kort tänker avgå på grund av hälsoskäl.
  - 30 dödas när en bomb exploderar i ett kulturcentrum i den Jemenska staden Ibb. Hundratals shiamuslimer hade samlats för att fira profeten Muhammads födelsedag.

## Födda
- 20 februari – Leonore, svensk prinsessa, dotter till prinsessan Madeleine och Chris O'Neill

## Avlidna

### Första kvartalet

#### Januari

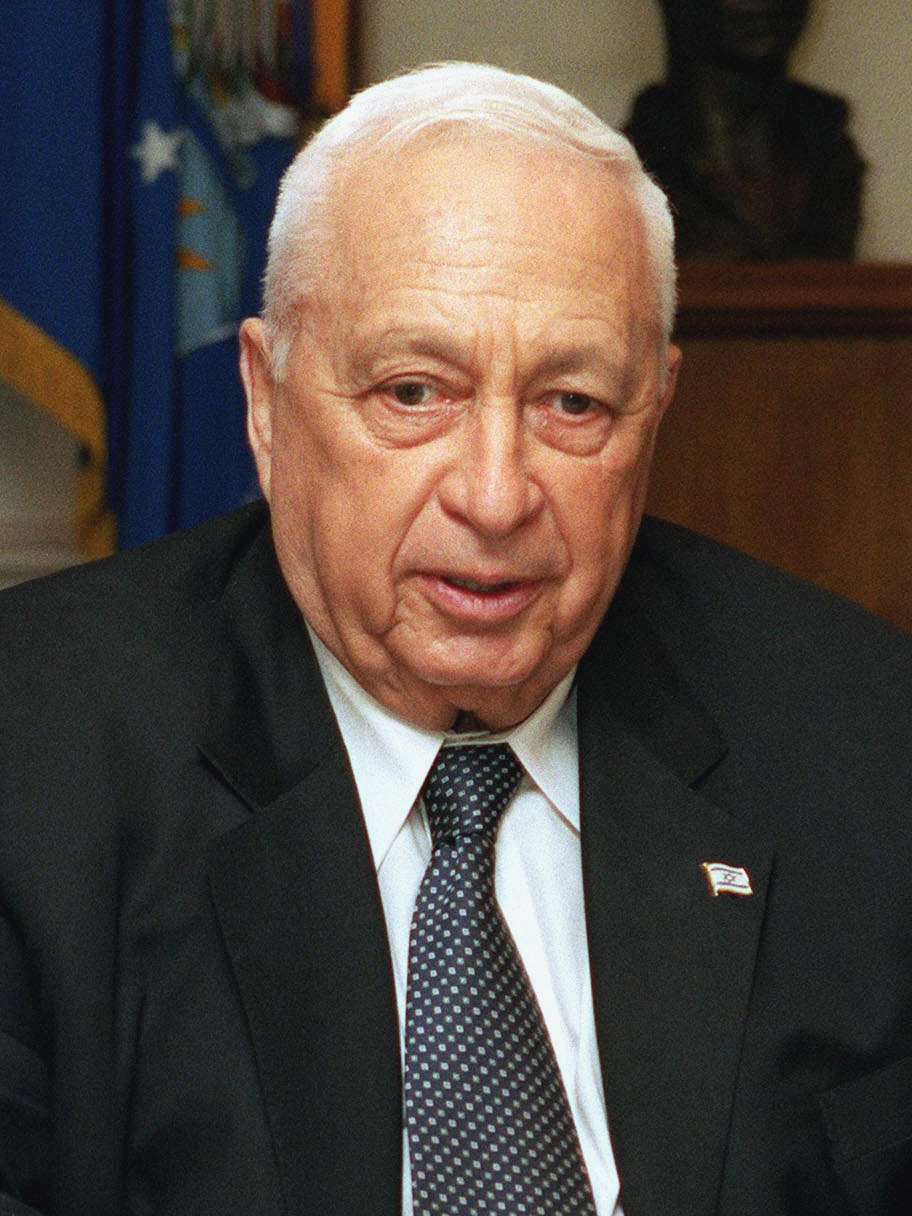
Ariel Sharon avlider

- 5 januari – Eusébio, 71, moçambikiskfödd portugisisk fotbollsspelare
- 7 januari – Lena Smedsaas, 62, svensk politisk kommentator på TV4[106]
- 11 januari – Ariel Sharon, 85, israelisk politiker och militär, Israels premiärminister 2001–2006
- 16 januari – Hirō Onoda, 91, japansk arméofficer under andra världskriget, känd för att inte ha kapitulerat förrän 1974
- 23 januari – Mille Markovic, 52, svensk proffsboxare och brottsling (mördad)
- 26 januari – José Emilio Pacheco 74, mexikansk författare
- 27 januari - Pete Seeger, 94, amerikansk musiker, folksångare, mentor åt mängder av artister, t.ex. Bob Dylan.

#### Februari
- 1 februari – Luis Aragonés, 75, spansk fotbollsspelare och tränare
- 2 februari – Philip Seymour Hoffman, 46, amerikansk skådespelare[107]
- 6 februari – Vaçe Zela, 74, albansk sångare
- 10 februari – Shirley Temple, 85, amerikansk skådespelare och diplomat
- 11 februari – Alice Babs, 90, svensk sångare och skådespelare
- 12 februari – Sid Caesar, 91, amerikansk skådespelare och komiker
- 23 februari – Maria F. von Trapp, 99, österrikisk sångare och författare[108]
- 24 februari – Harold Ramis, 69, amerikansk skådespelare, manusförfattare och regissör

#### Mars
- 11 mars – Nils Horner, 51, svensk journalist och korrespondent på Sveriges Radio (mördad)[109]
- 12 mars – Věra Chytilová, 85, tjeckisk filmskapare
- 23 mars –  Adolfo Suárez, 81, spansk politiker, premiärminister 1976–81
- 24 mars – Aleksandr Muzytjko, 51, ukrainsk ultranationalistisk ledare (skjuten)
- 14 mars – Warwick Parer, 77, australisk politiker
- 28 mars – Tommy Hanné, 67, svensk kusk[110]

### Andra kvartalet

#### April
- 6 april – Mickey Rooney, 93, amerikansk skådespelare
- 17 april – Gabriel García Márquez, 87, colombiansk författare, mottagare av nobelpriset i litteratur 1982
- 18 april – Wiveca Billquist, 77, svensk fotomodell, skådespelare och TV-producent
- 20 april – Rubin Carter, 76, amerikansk boxare (mellanvikt)
- 25 april – Tito Vilanova, 45, spansk fotbollsspelare och tränare (Barcelona)
- 29 april – Bob Hoskins, 71, brittisk skådespelare (lunginflammation)

#### Maj
- 4 maj – Elena Baltacha, 30, brittisk tennisspelare (levercancer)
- 13 maj – Malik Bendjelloul, 36, svensk dokumentärfilmare (självmord)
- 25 maj
  - Tommy Blom, svensk artist och programledare, bl.a. medlem i musikgruppen Idolerna (cancer)
  - Wojciech Jaruzelski, 90, polsk militär, Polens premiärminister 1981–1985 och president 1989–1990
- 28 maj– Malcolm Glazer, 85, amerikansk affärsman och ägare av sportlag (Manchester United)

#### Juni
- 9 juni – Rik Mayall, 56, brittisk skådespelare och komiker (misstänkt hjärtattack)[111]
- 12 juni – Gunnel Linde, 89, svensk barnboksförfattare
- 14 juni – Sam Kelly, 70, brittisk skådespelare ('Allå, 'allå, 'emliga armén)
- 19 juni – Ibrahim Touré, 28, ivoriansk fotbollsspelare.
- 24 juni – Eli Wallach, 98, amerikansk skådespelare

### Tredje kvartalet

#### Juli
- 3 juli – Ahmed Mohamud Hayd, somalisk parlamentariker (skjuten)
- 7 juli
  - Alfredo Di Stéfano, 88, argentinsk-spansk fotbollsspelare, världsspelare för Real Madrid
  - Eduard Sjevardnadze, 86, georgisk politiker, Sovjetunionens utrikesminister 1985–1990 samt 1991 och Georgiens president 1992–2003
- 10 juli – Carl-Adolf Murray, 101, svensk präst
- 11 juli – Carin Mannheimer, 79, svensk författare, manusförfattare och regissör
- 13 juli – Nadine Gordimer, 90, sydafrikansk författare, nobelpristagare i litteratur 1991
- 16 juli – Ove Stefansson, 77, svensk skådespelare
- 19 juli
  - Ingemar Odlander, 78, svensk journalist, Rapports första nyhetsankare
  - James Garner, 86, amerikansk skådespelare
- 24 juli – Christian Falk, 52, svensk musikproducent och musiker (Imperiet)

#### Augusti

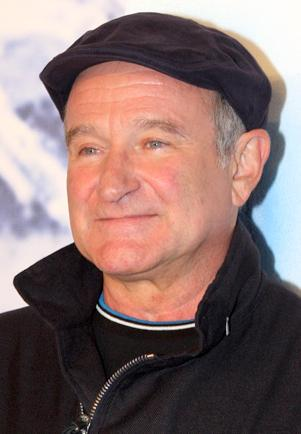
Robin Williams

- 5 augusti – Hans V. Engström, 65, svensk skådespelare
- 11 augusti – Robin Williams, 63, amerikansk skådespelare
- 12 augusti – Lauren Bacall, 89, amerikansk skådespelare
- 23 augusti – Birgitta Stenberg, 82, svensk författare, översättare och illustratör
- 24 augusti – Richard Attenborough, 90, brittisk filmregissör, producent och skådespelare
- 25 augusti – Lars Mortimer, 68, svensk tecknare och serieskapare (Hälge)
- 29 augusti
  - Brasse Brännström, 69, svensk skådespelare och komiker
  - Björn Waldegård, 70, svensk rallyförare. Blev världsmästare i rally 1979.

#### September
- 1 september – Gottfried John, 72, tysk skådespelare.
- 4 september – Joan Rivers, 81, amerikansk komiker.
- 10 september – Richard Kiel, 74, amerikansk skådespelare.
- 12 september
  - Atef Ebeid, 82, egyptisk politiker.
  - Ian Paisley, 88, nordirländsk politiker.
  - Joe Sample, 75, amerikansk jazzmusiker och kompositör.
  - Bengt Saltin, 79, svensk fysiolog
- 15 september – Roger Blomqvist, 57, svensk sportjournalist.
- 22 september – Hasse Wallman, 78, svensk entreprenör och direktör i nöjesbranschen.

### Fjärde kvartalet

#### Oktober
- 7 oktober – Siegfried Lenz, 88, tysk författare
- 9 oktober – Jan Hooks, 57, amerikansk skådespelare och komiker (Saturday Night Live)
- 13 oktober – Pontus Segerström, 33, svensk fotbollsspelare
- 20 oktober – Oscar de la Renta, 82, dominikanskfödd amerikansk modeskapare
- 23 oktober – Göran Johansson, 69, svensk politiker, socialdemokrat, kommunalråd i Göteborg
- 24 oktober – Kim Anderzon, 71, svensk skådespelare
- 25 oktober – Jack Bruce, 71, brittisk musiker
- 28 oktober – Michael Sata, 77, zambisk politiker, president sedan 2011
- 29 oktober – Klas Ingesson, 46, svensk fotbollsspelare och fotbollstränare

#### November
- 1 november – Olle Häger, 79, svensk dokumentärfilmare, författare och historiker
- 6 november – Carl Persson, 94, svensk jurist, rikspolischef 1964-1978
- 19 november – Mike Nichols, 83, amerikansk film- och teaterregissör, producent och manusförfattare
- 24 november – Emy Storm, 89, svensk skådespelare
- 27 november – P.D. James, 94, brittisk författare

#### December
- 5 december – Fabiola av Belgien, 86, spansk-belgisk kunglighet, Belgiens drottning 1960–1993
- 16 december – Sten "Taxi" Jonsson, 74, svensk underhållare
- 18 december – Ingvar Kjellson, 91, svensk skådespelare
- 22 december – Joe Cocker, 70, brittisk rock/soulsångare
- 30 december – Luise Rainer, 104, tysk-amerikansk skådespelare

## Nobelpris
- Medicin eller fysiologi
  - John O'Keefe, Storbritannien
  - May-Britt Moser, Norge
  - Edvard Moser, Norge
- Fysik 
  - Isamu Akasaki, Japan
  - Hiroshi Amano, Japan
  - Shuji Nakamura, Japan
- Kemi
  - Eric Betzig, USA
  - Stefan Hell, Tyskland
  - William E. Moerner, USA
- Litteratur
  - Patrick Modiano, Frankrike
- Fred
  - Malala Yousafzai, Pakistan
  - Kailash Satyarthi, Indien
- Ekonomi
- Jean Tirole, Frankrike